# San Paolo (Brasile)
San Paolo (in portoghese São Paulo) è la capitale dello Stato brasiliano di San Paolo, nonché parte delle omonime mesoregione metropolitana e microregione. Con i suoi 12 106 970 abitanti, oltre ad essere la città più popolosa del Brasile, è la città più popolosa del Sudamerica, dell'emisfero australe e del continente americano; è anche la città più popolosa del mondo lusofono. Nella sua regione metropolitana, costituita da 39 comuni, vivono 27 milioni di persone (circa il 70% della popolazione dell'intero Stato di San Paolo che ne conta più di 40 milioni).
L'etnico della città di San Paolo è paulistano(a) (a differenza di quello dello Stato che è paulista). Il motto della città è Non ducor, duco, latino per Non mi faccio condurre, conduco.

## Geografia fisica

### Territorio

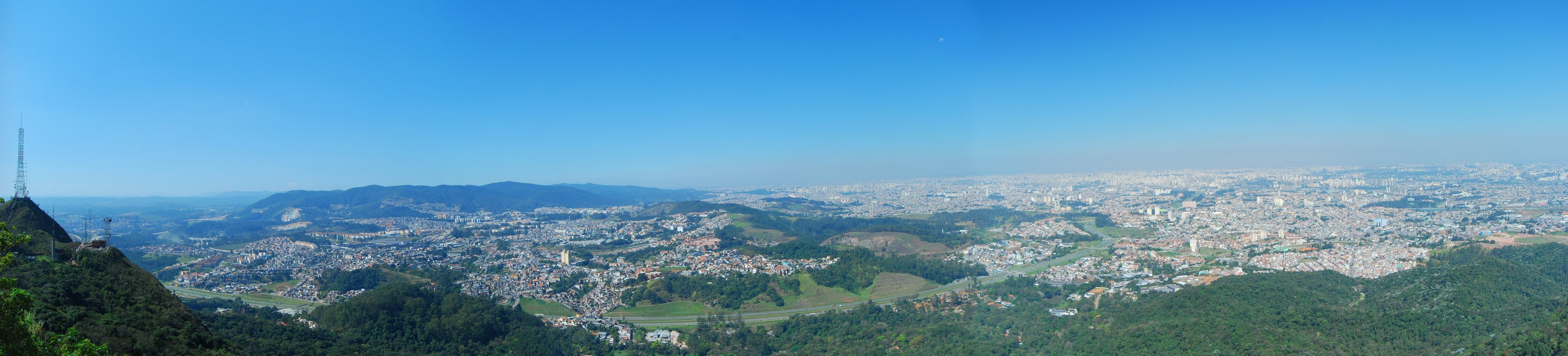
La vista della città dal "Pico do Jaragua", il suo punto più alto.

San Paolo è situata su un altopiano parte della catena Serra do Mar, (che in portoghese significa Catena del mare) essa stessa parte della macroregione conosciuta come Planalto Brasileiro (altopiano brasiliano). L'altezza media della città è di 800 m s.l.m., anche se dista solo 70 km dall'Oceano Atlantico. La metropoli si trova esattamente sul Tropico del Capricorno. Esistono due autostrade che percorrono questo tragitto: la Rodovia Anchieta e la Rodovia dos Imigrantes, che scendono verso il mare, fino alla città portuale di Santos e alla spiaggia di Guarujá.

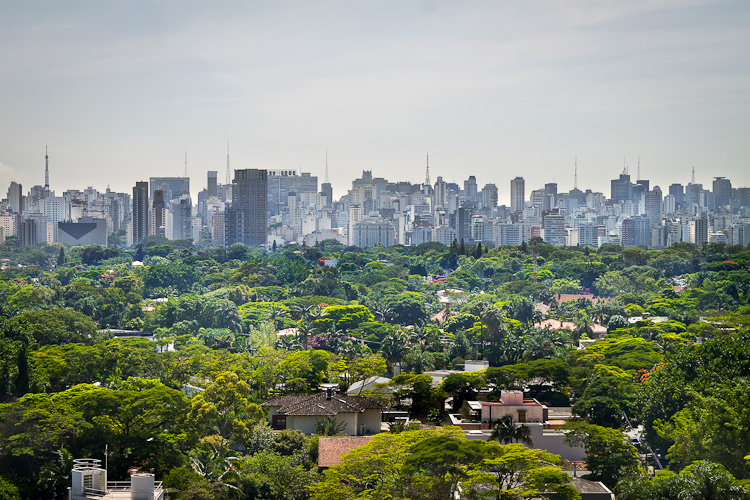
"Jardins" nella parte occidentale della città.

Nelle aree urbanizzate di San Paolo, il territorio è principalmente collinare, ma al nord, la Serra da Cantareira presenta elevazioni maggiori (il picco del Jaraguá, il rilievo più elevato della città, raggiunge i 1 135 metri) e consistenti resti della Foresta pluviale atlantica. L'intera regione è molto stabile tettonicamente, e non si è mai registrata alcuna attività sismica significativa.
Il fiume Tietê era, in passato, una fonte di acqua potabile e di svago per San Paolo. Tuttavia, nella seconda metà del XX secolo, è diventato altamente inquinato da scarichi fognari non depurati e da scarichi industriali; la stessa sorte è toccata al suo affluente Pinheiros. Un sostanziale programma di depurazione per entrambi i fiumi ha portato qualche miglioramento. I due fiumi non sono navigabili all'interno dei confini cittadini, ma il Tietê è un'importante via di comunicazione verso il Paraná, siccome il fiume è parte del bacino del Río de la Plata. Il terzo importante fiume di San Paolo è il fiume Tamanduateí, affluente anch'esso del Tietê.

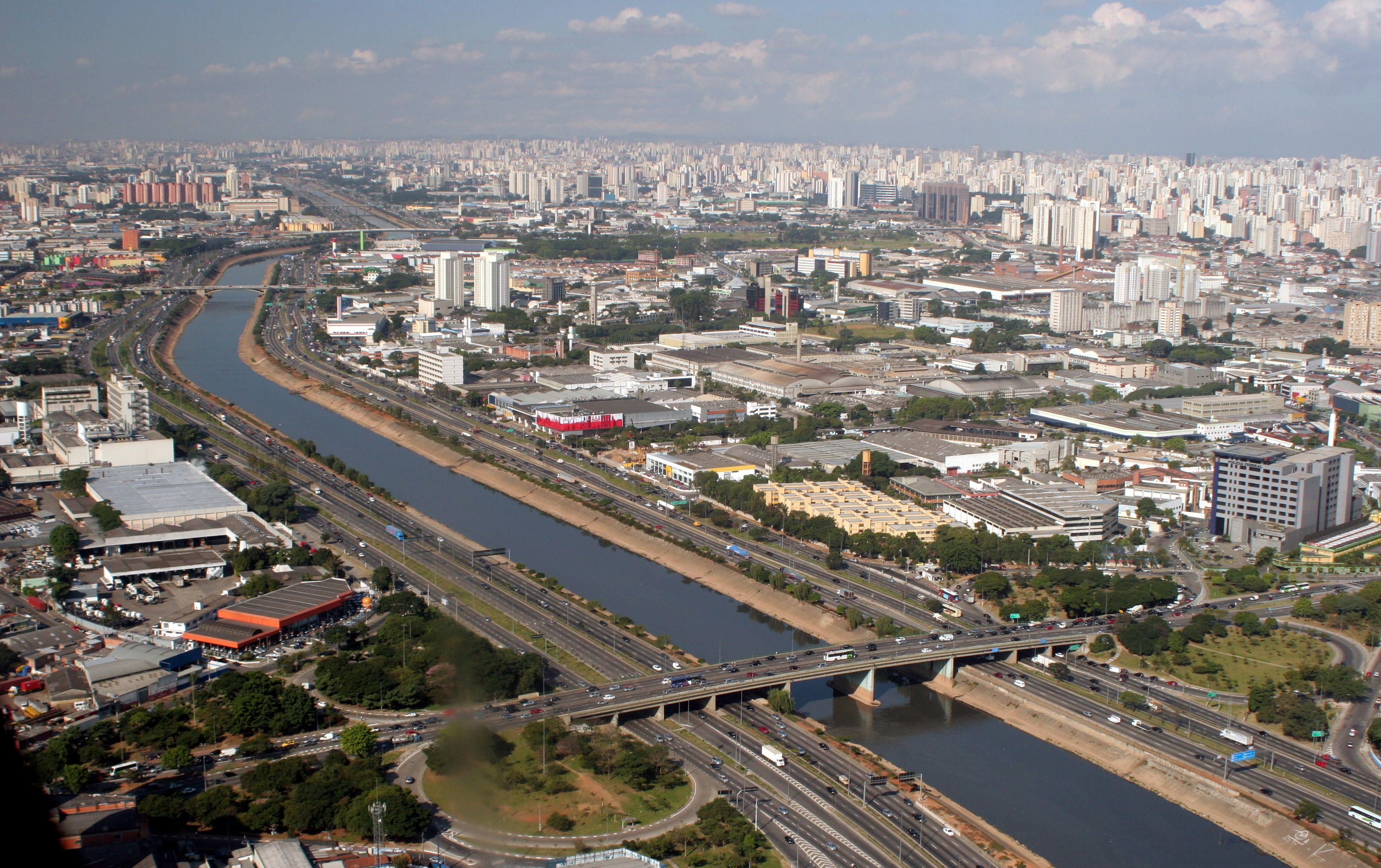
Il fiume Tietê e la Marginal Tietê.

Non esistono grandi laghi naturali in zona, anche se le riserve artificiali di Guarapiranga e Billings sono usate per creare energia, come riserva d'acqua e per svago.
La flora originaria era in gran parte formata da un'estesa varietà di magnolie sempreverdi. Oggi sono invece comuni specie importate, siccome il clima mite e le abbondanti piogge consentono a una miriade di piante tropicali, subtropicali e temperate di prosperare; l'eucalyptus è particolarmente diffuso.

### Clima
Secondo la classificazione climatica di Köppen, il clima a San Paolo è di tipo subtropicale umido. A causa della precipitazione annuale di pioggia, ha caratteristiche subtropicali, ma ha un clima mite tutto l'anno. Anche se i brasiliani generalmente considerano il clima di San Paolo piovoso e piuttosto freddo, per gli standard mondiali, il clima è caldo e mite. Le temperature estive raramente superano i 30 °C, mentre è rarissimo che la temperatura scenda sotto zero d'inverno. La temperatura massima mai registrata è di 35,3 °C il 15 novembre 1985, mentre la minima fu di −2,1 °C nel 1955 (attorno alla città, si registrò una minima di −3,1 °C il 2 agosto 1955). Secondo i resoconti ufficiali, quella data come una leggera nevicata il 25 giugno 1918, fu in realtà nebbia congelantesi. Le piogge sono abbondanti, specialmente cicloni tropicali, mentre presenze di tornado sono infrequenti.
| Mese                | Mesi  | Mesi  | Mesi  | Mesi | Mesi | Mesi | Mesi | Mesi | Mesi | Mesi  | Mesi  | Mesi  | Stagioni | Stagioni | Stagioni | Stagioni | Anno    |
| Mese                | Gen   | Feb   | Mar   | Apr  | Mag  | Giu  | Lug  | Ago  | Set  | Ott   | Nov   | Dic   | Est      | Aut      | Inv      | Pri      | Anno    |
| ------------------- | ----- | ----- | ----- | ---- | ---- | ---- | ---- | ---- | ---- | ----- | ----- | ----- | -------- | -------- | -------- | -------- | ------- |
| T. max. media (°C)  | 26,3  | 27,0  | 26,2  | 24,1 | 22,6 | 22,1 | 21,8 | 22,3 | 22,9 | 23,8  | 24,9  | 25,3  | 26,2     | 24,3     | 22,1     | 23,9     | 24,1    |
| T. min. media (°C)  | 16,7  | 18,8  | 17,2  | 15,3 | 12,8 | 11,4 | 10,7 | 11,8 | 12,9 | 13,3  | 14,6  | 15,7  | 17,1     | 15,1     | 11,3     | 13,6     | 14,3    |
| Precipitazioni (mm) | 238,7 | 217,4 | 159,8 | 75,8 | 73,6 | 55,7 | 44,1 | 38,9 | 80,5 | 123,6 | 145,8 | 200,9 | 657,0    | 309,2    | 138,7    | 349,9    | 1 454,8 |
| Giorni di pioggia   | 18    | 16    | 13    | 9    | 9    | 6    | 7    | 7    | 9    | 11    | 13    | 16    | 50       | 31       | 20       | 33       | 134     |

## Storia

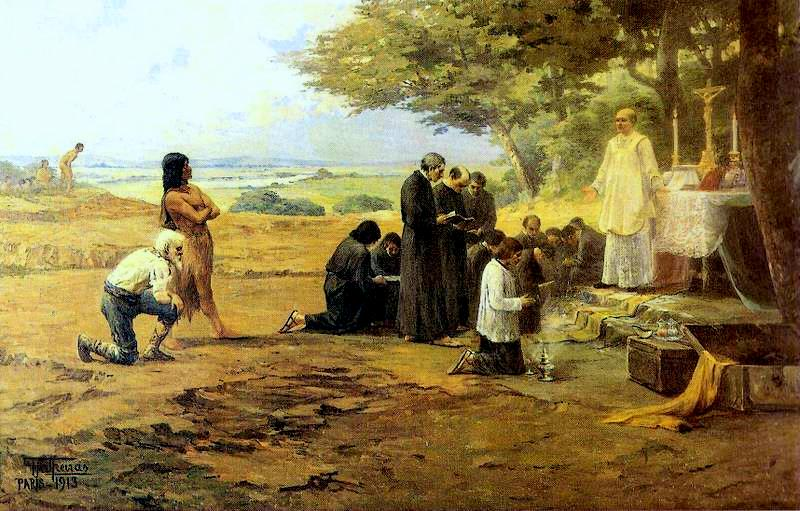
Quadro "Fondazione di São Paulo"

I missionari gesuiti Manuel da Nóbrega e san José de Anchieta fondarono il villaggio di São Paulo de Piratininga il 25 gennaio 1554. Crearono una missione chiamata Colégio de São Paulo de Piratininga il cui scopo era convertire la tribù indigena dei Tupi al cattolicesimo. Il nuovo insediamento era situato poco oltre la catena montuosa Serra do Mar, vicino alla città portuale di Santos e vicino al fiume Tietê. La posizione strategica, lo rendeva un ingresso naturale dalla costa del sud est al vasto e fertile altopiano dell'ovest, che diventerà lo Stato di San Paolo.
Nel XVII e XVIII secolo, gruppi di esploratori, chiamati i Bandeirantes setacciarono le foreste e i nuovi territori dell'America Latina in cerca di oro, diamanti, e altre ricchezze. I bandeirantes furono infine responsabili per gran parte dell'espansione territoriale brasiliana oltre la linea Tordesilhas e per la scoperta di numerose miniere di metalli e pietre preziose. Ci sono diversi monumenti eretti in onore del loro contributo alla città, tra cui il Monumento às Bandeiras, uno dei punti di riferimento di San Paolo.

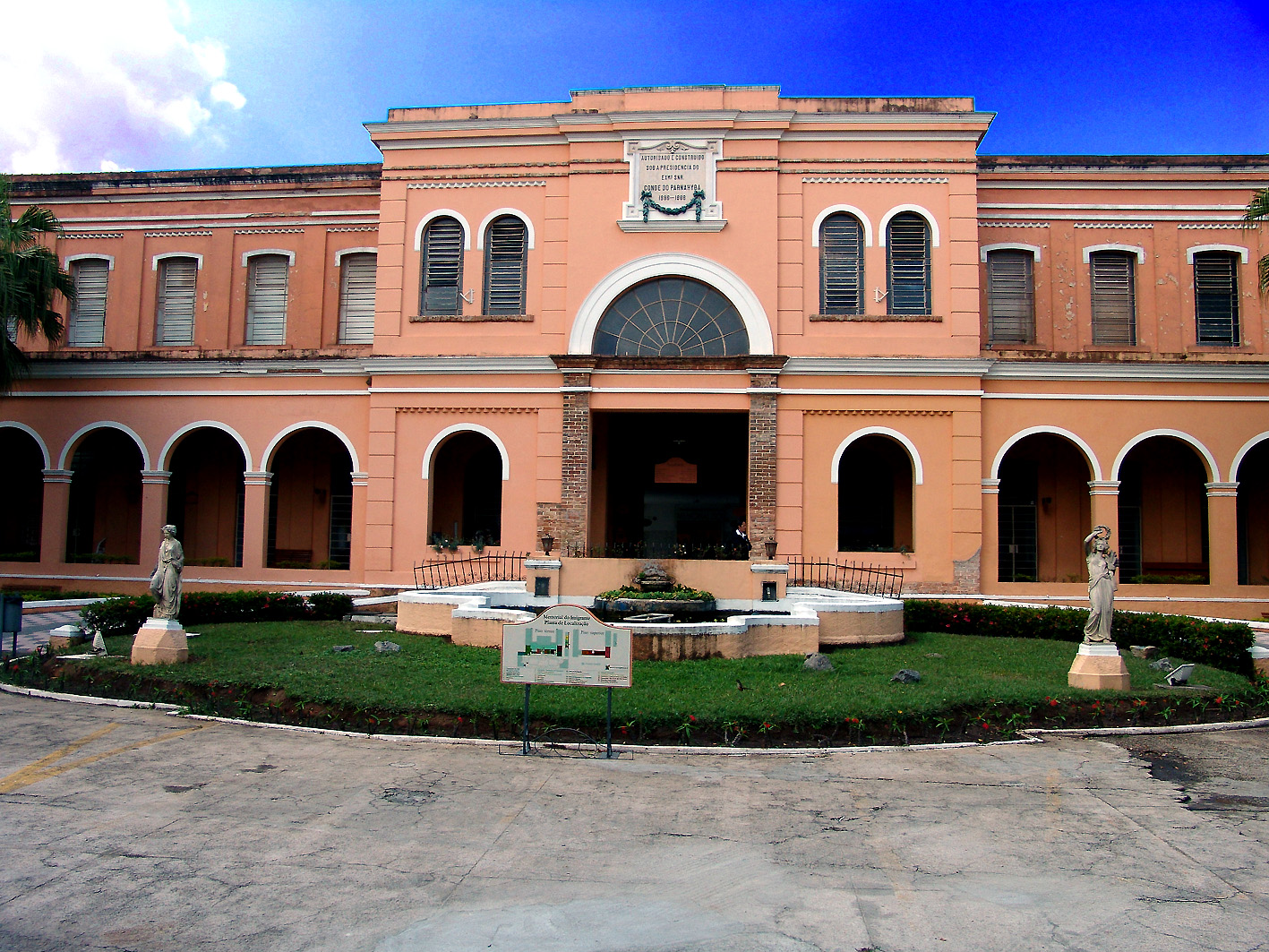
Il Memorial do Imigrante: nel secolo scorso era una casa di immigrati, principalmente italiani. Oggi è un museo sull'immigrazione verso il Brasile.

San Paolo diventò ufficialmente una città nel 1711. Nel XIX secolo, le esportazioni di caffè, che erano mandate all'estero dal porto della vicina città di Santos, portarono la città ad un buon livello di prosperità economica. Dal 1881, iniziarono possenti ondate migratorie dall'Italia, dal Giappone e da molti altri Paesi; gli immigrati lavoravano principalmente nelle sterminate piantagioni di caffè presenti nello Stato. All'inizio del XX secolo, il commercio di caffè precipitò, a causa, tra altri fattori, di un crollo nel prezzo del caffè. Gli imprenditori locali iniziarono, allora, ad investire nello sviluppo industriale di San Paolo, attraendo nuove ondate migratorie alla città.
Un altro importante punto di riferimento storico è la scuola di legge dell'Università di San Paolo, conosciuta anche come Largo São Francisco; probabilmente la più antica università del Brasile. Fu dapprima costruita in un monastero, fu fondata il primo di marzo 1828, subito dopo l'inizio dell'Impero brasiliano, a causa della necessità di avvocati e politici. Siccome i ricchi brasiliani erano soliti andare a studiare in Portogallo, l'imperatore brasiliano Pietro I, decise che era necessario creare una scuola nazionale di giurisprudenza. Questa scuola attrasse studenti da tutto il Paese, il che diede alla città uno stile di vita bohémien.
Nel 1972 un incendio divampò nell'Edificio Andraus e nel 1974 nell'Edificio Joelma.

## Monumenti e luoghi d'interesse

### Architetture religiose

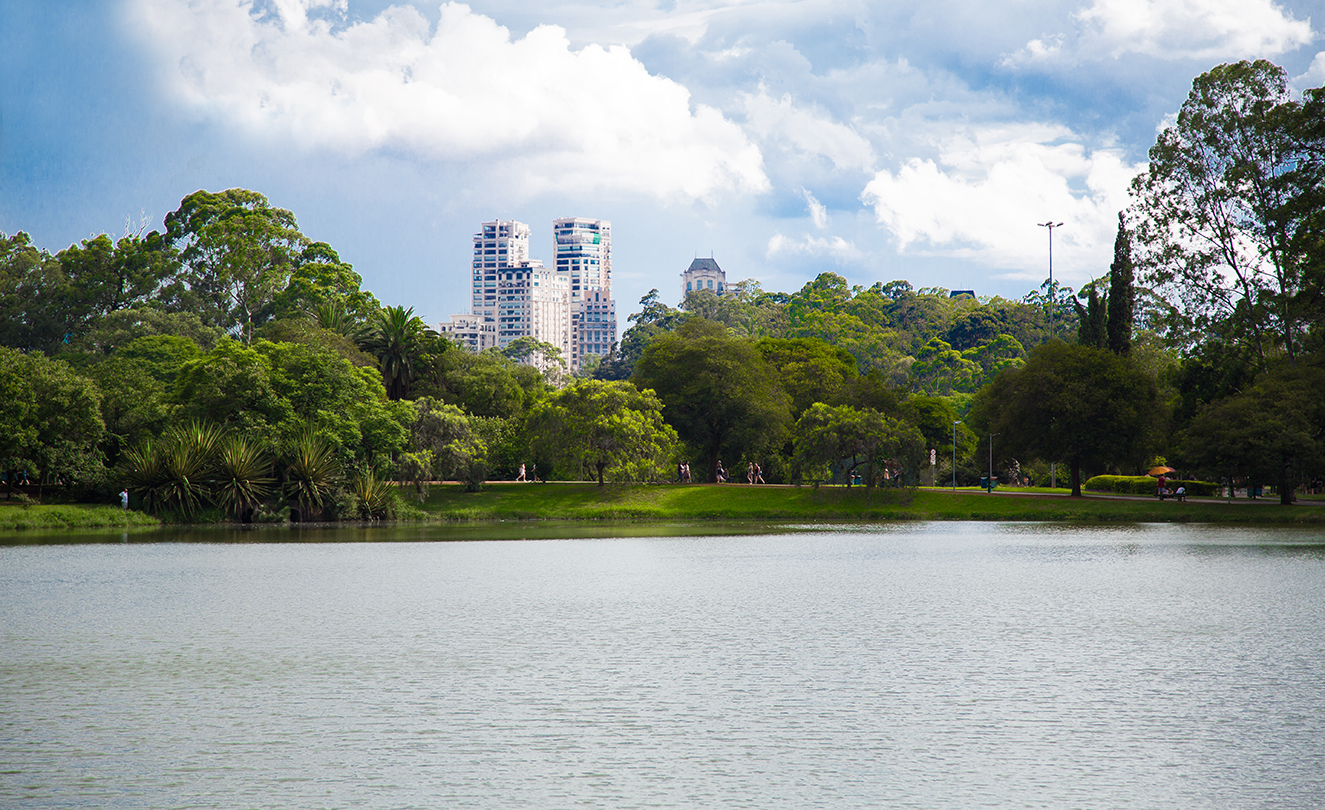
Parco Ibirapuera.

- Cattedrale metropolitana di San Paolo (in portoghese: Catedral Metropolitana de São Paulo). Si tratta della quinta chiesa gotica al mondo per dimensioni. Opera dell'architetto tedesco Maximilian Emil Hehl, il progetto, in stile neogotico è ispirato alle grandi cattedrali medioevali europee. I mosaici, le sculture e molti arredi, furono portati via nave dall'Italia.
- Monastero di San Benedetto (in portoghese: Mosteiro de São Bento). È uno degli edifici storici più importanti della città, fondato dai primi monaci benedettini che arrivarono a San Paolo nel 1598. L'edificio attuale fu costruito tra il 1910 e il 1922, su progetto dell'architetto tedesco Richard Berndl.
- Tempio di Salomone della Chiesa universale del regno di Dio di 80000000 m²[3] ricostruito interamente non a Gerusalemme
- Chiesa di Nostra Signora della Consolazione
- Cimitero di Vila Formosa

### Architetture civili
- Monumento all'Indipendenza del Brasile, realizzato tra il 1884 ed il 1926 dallo scultore italiano Ettore Ximenes e dall'architetto italiano Manfredo Manfredi, sorge nel parco dell'Indipendenza, presso il torrente Ipiranga. Fu inaugurato, ancora incompleto, nel 1922. Celebra l'indipendenza del Brasile dal Regno del Portogallo che fu proclamata proprio nel luogo sul quale sorge il complesso monumentale. All'interno del monumento riposano le spoglie dell'imperatore Pietro I del Brasile e delle sue consorti Maria Leopoldina d'Asburgo-Lorena e Amelia di Leuchtenberg.
- Obelisco di San Paolo (in portoghese: Obelisco de São Paulo), o della rivoluzione costituzionale del 1932. È uno dei simboli della città, opera dello scultore italiano Galileo Emendabili. Situato nel Parco Ibirapuera, fu costruito per commemorare la Rivoluzione Costituzionalista del 1932, il più importante evento storico che San Paolo ha vissuto nel corso del XX secolo. Alto settantadue metri, in travertino bianco, la sua costruzione è iniziata nel 1947 e, a causa della sua grande mole, fu completato oltre venti anni dopo, nel 1970. L'inaugurazione ufficiale avvenne nel 1955. Custodisce i corpi degli studenti Martins, Miragaia, Dráusio e Camargo, morti durante la Rivoluzione 1932, e di altri 713 combattenti.

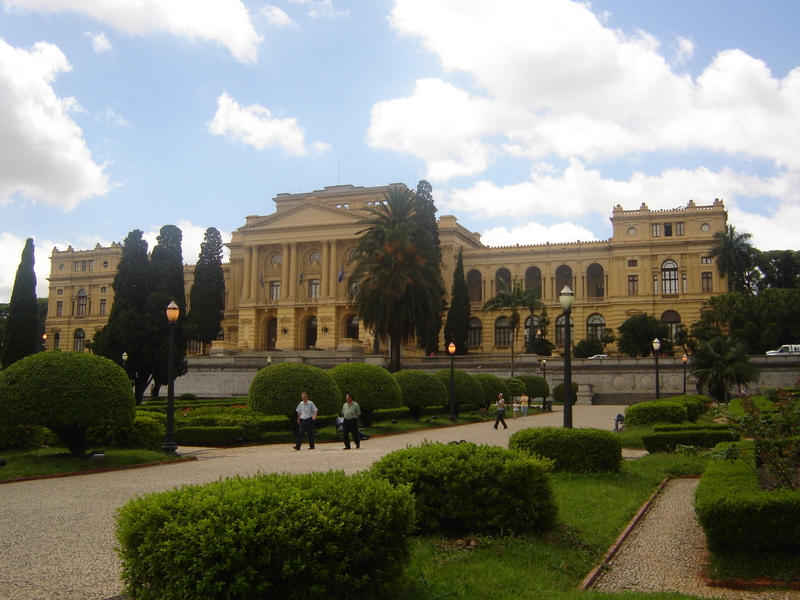
Museo Ipiranga

- Monumento a Ramos de Azevedo. Talvolta chiamato "Monumento al Progresso", è un complesso scultoreo di bronzo e granito, opera dello scultore Galileo Emendabili. Si tratta di un omaggio a Francisco de Paula Ramos de Azevedo, uno dei più importanti nomi dell'architettura e dell'urbanistica paulista. Il progetto fu scelto in seguito ad un concorso e il monumento fu inaugurato nel 1934, in avenida Tiradentes, di fronte all'edificio della Pinacoteca di Stato. Nel 1973, a causa dei lavori per la metropolitana, il monumento fu trasferito, tra grandi polemiche, nei pressi della Città Universitaria Armando de Salles Oliveira, dove si trova tutt'oggi.

È costituito da una grande base rettangolare alta più di 5 metri. Su questa base sorgono due file di colonne doriche, che sostengono un architrave dove appoggia la statua allegorica del progresso, composta da un genio su un cavallo alato e che stringe la dea Nike, personificazione della Vittoria. L'altezza totale del monumento è di 23,7 metri. Ai lati del piedistallo si trovano quattro figure femminili che rappresentano allegoricamente l'Architettura, la Pittura, la Scultura e l'Ingegneria. Sul lato sud, un gruppo simboleggia i lavoratori. Sul lato nord c'è invece la figura di Ramos de Azevedo che studia un suo progetto.
- Edificio Matarazzo, sede della municipalità cittadina, fu costruito in stile razionalista tra il 1938 ed il 1939 su progetto dell'architetto italiano Marcello Piacentini.
- Edificio Martinelli, costruito tra il 1924 ed il 1934 per volontà dell'imprenditore italo-brasiliano Giuseppe Martinelli, fu, al momento della sua inaugurazione il grattacielo più alto del paese e dell'America Latina.
- Edificio Saldanha Marinho, inaugurato nel 1933, primo esempio di stile Art déco in Brasile.
- Edificio del Banco de São Paulo, eretto tra il 1935 e il 1938 in stile art déco.
- Palazzo delle Industrie, edificio storico ex sede del governo della città ora museo.
- Palazzo delle Poste, edificio monumentale in stile eclettico, inaugurato nel 1922.
- Casa de Vidro, edificio residenziale eretto nel 1951 in stile razionalista, oggi sede dell'Istituto Lina Bo Bardi e Pietro Maria Bardie inserito nell'elenco del patrimonio nazionale dal CONDEPHAAT, il Consiglio di Difesa del Patrimonio Storico, Archeologico, Artistico e Turistico.
- Mercato Municipale (Mercadão), aperto nel 1933. L'edificio, in stile eclettico, ospita uno dei principali mercati della città.
- SESC Pompéia, centro sociale, ricreativo e culturale progettato da Lina Bo Bardi.
- Villa Baruel, una storica residenza in stile normanno.
- Edificio Savoy, completato nel 1954.

## Società

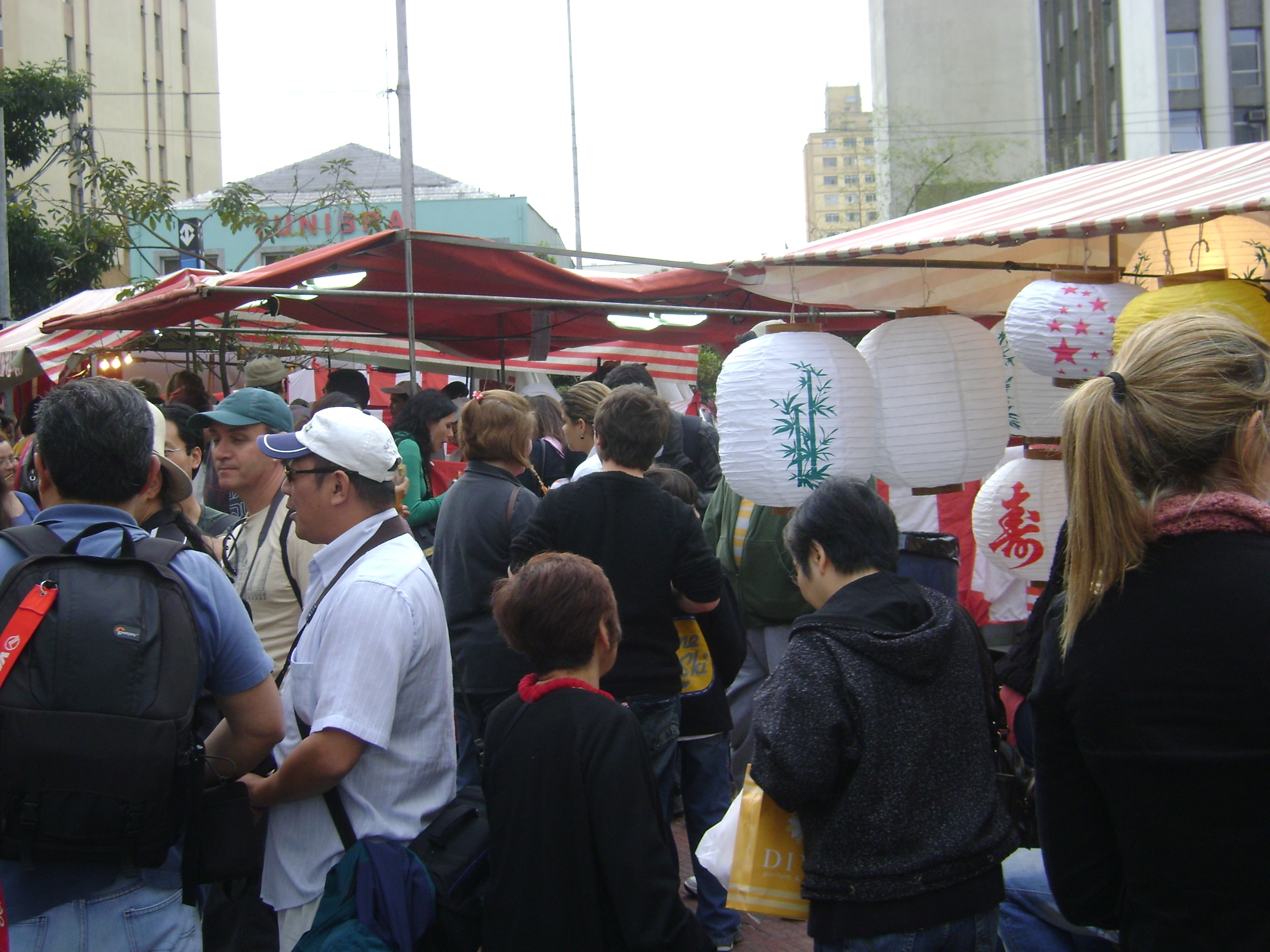
Gente a São Paulo.

### Etnie
Secondo le statistiche della IBGE, la popolazione di San Paolo è composta da:
- Bianchi - 69,9%
- Pardos 24%
- Afro-Americani - 4,0%
- Asiatici - 2,0%
- Indigeni - 0,1%

San Paolo è la città più multiculturale del Brasile, e una delle più varie del mondo. A partire dal 1870, circa 2,3 milioni di immigranti arrivarono nello Stato, giungendo da ogni parte del pianeta. Tuttavia l'immigrazione dall'Italia è stata la più consistente. Tra il 1888 ed il 1919 il 44,7% degli immigrati erano italiani, il 19,2% spagnoli ed il 15,4% portoghesi.
L'Università di San Paolo (USP) inoltre condusse nel 2001 un censimento tra i suoi studenti dove veniva richiesta anche la discendenza della loro famiglia; l'81% rispose che discendevano da persone nate all'estero, tra questi il 30,5% provenienti dall'Italia, il 23% dal Portogallo, il 14% dalla Spagna, l'8% dal Giappone, il 5,6% dalla Germania.
Il 7% ha affermato di avere una doppia nazionalità o la possibilità di un doppio passaporto grazie alle proprie origini: il 56,7% italiano, il 9,3% portoghese, l'8,5% spagnolo, il 6% tedesco.

#### Italiani

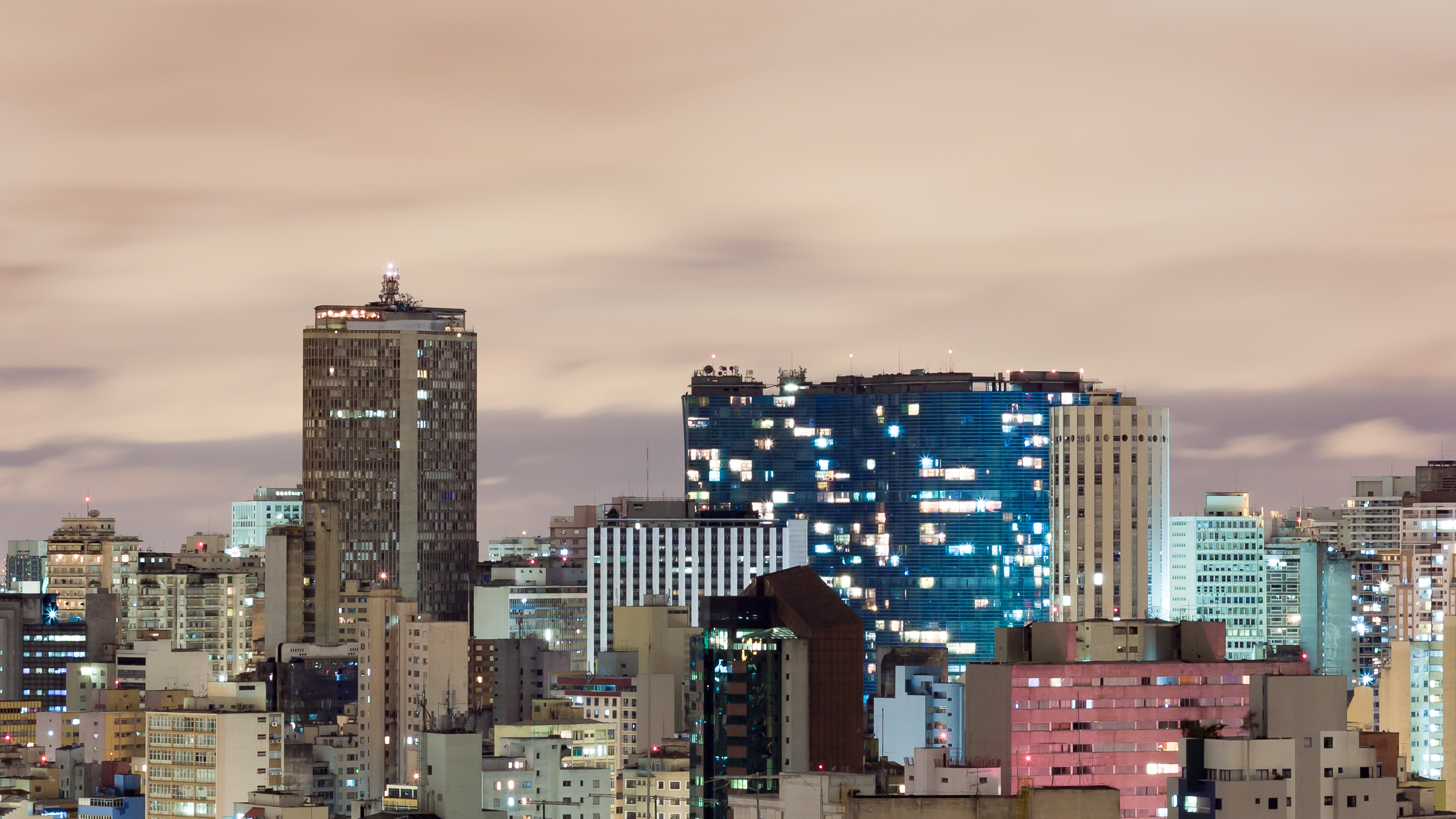
Edifício Itália è un grattacielo (sinistra) costruito tra il 1956 e il 1965 dalla comunità italiana locale.

Immigrati da ogni parte d'Europa arrivarono a San Paolo soprattutto tra la fine dell'Ottocento e l'inizio del Novecento; tuttavia la comunità italiana è la più numerosa, diffusa in tutta la città, ed è anche considerata la maggiore concentrazione di oriundi italiani fuori dall'Italia. Solo nella città di San Paolo si stima che circa 6 milioni di persone abbiano almeno 1 ascendente italiano nella loro famiglia. San Paolo ha più italiani di qualsiasi città italiana (il comune di Roma ha 2,9 milioni di abitanti e la città di Milano "solo" 1,3 milioni).
Inizialmente si raggrupparono in quartieri etnici, come Brás, Bixiga o Mooca, che ancora oggi mantengono un'influenza italiana. All'inizio del XX secolo, la lingua italiana era più parlata del portoghese in città. I dialetti e le lingue minoritarie d'Italia contribuirono alla creazione del dialetto paulistano attuale. San Paolo è la seconda città al mondo per consumo di pizza dopo New York.
Nei primi anni del Novecento, San Paolo è stata vista come una "città italiana". Si vedeva subito il carattere italiano della città: in cucina, negli annunci (anche avvisi di pagamento delle imposte comunali sono state scritte in italiano e portoghese), nello stile delle case.
Per le strade si sentiva più italiano (o dialetti) che portoghese. Il governatore dello Stato affermò che se sul tetto di ogni casa fosse stata esposta la bandiera del Paese di origine del proprietario, San Paolo, vista dall'alto, poteva sembrare una città italiana. La città di San Paolo è cresciuta rapidamente in seguito ad una massiccia immigrazione, tanto che, nel 1920, quasi due terzi dei suoi abitanti erano stranieri o figli di immigrati e gli italiani rappresentavano oltre la metà della popolazione maschile della città.
| Popolazione nata in Italia a San Paolo | Popolazione nata in Italia a San Paolo |                                 |
| Anno                                   | Numero                                 | % sulla popolazione della città |
| -------------------------------------- | -------------------------------------- | ------------------------------- |
| 1886                                   | 5 717                                  | 13%                             |
| 1893                                   | 45 457                                 | 35%                             |
| 1900                                   | 75 000                                 | 31%                             |
| 1910                                   | 130 000                                | 33%                             |
| 1916                                   | 187 540                                | 37%                             |

#### Altri europei

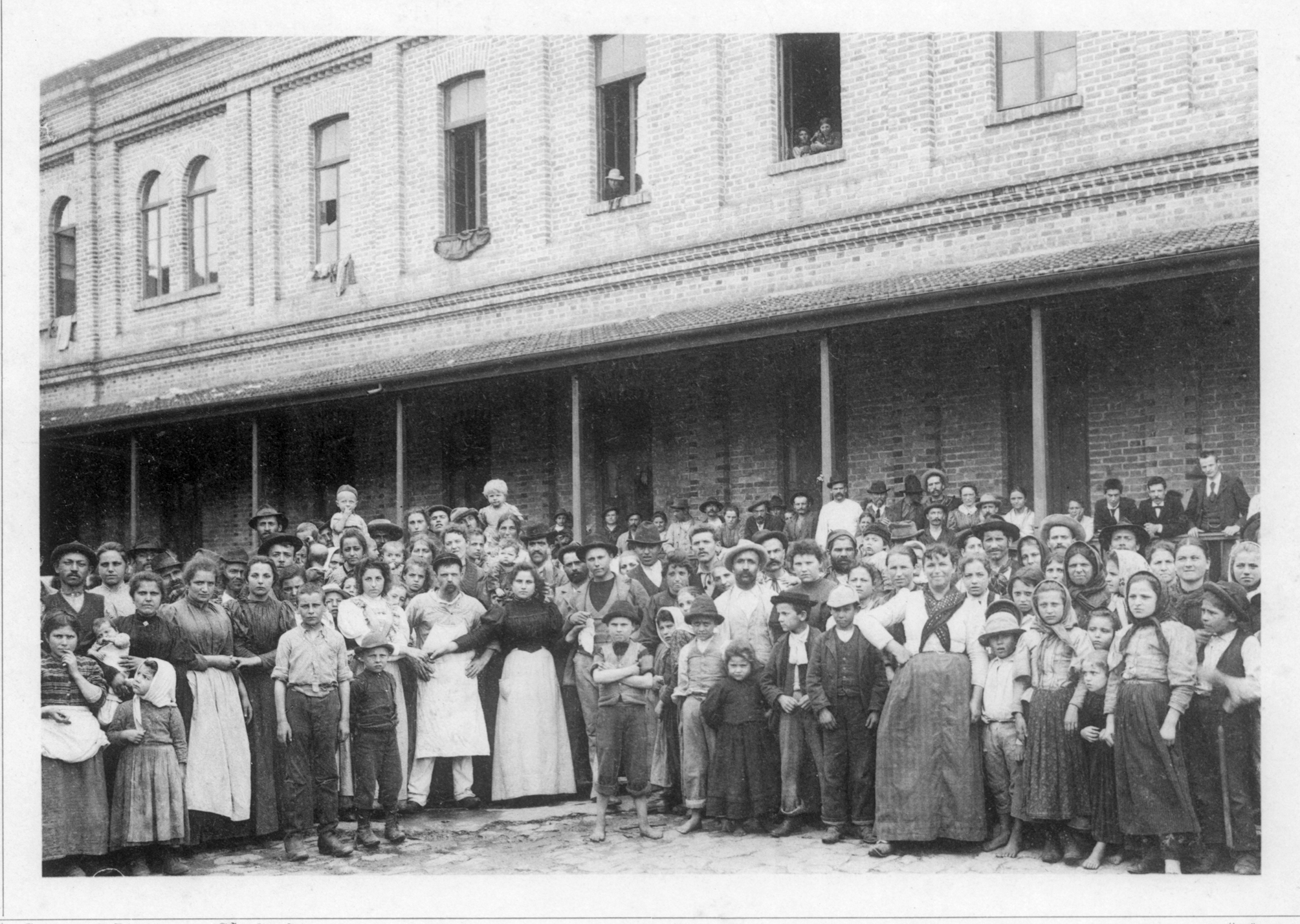
Immigrati italiani in una fabbrica di San Paolo, all'inizio del secolo scorso.

La comunità di origine portoghese è la più numerosa dopo quella italiana. Altre discendenze importanti sono quella spagnola e tedesca. Esiste anche un'importante comunità ebraica, proveniente soprattutto dalla Russia e dalla Polonia, composta da circa 60 000 persone, concentrate principalmente nei quartieri di Higienópolis e di Bom Retiro.

#### Arabi
Una delle comunità più importanti dell'intera regione metropolitana di San Paolo è di origine araba cristiana (circa 1 milione di persone). Cristiani libanesi e siriani arrivarono in gran numero nei primi tre decenni del secolo scorso. Oggi i loro discendenti sono totalmente integrati con la popolazione locale; tuttavia, aspetti culturali di origine araba segnano ancora oggi la cultura della capitale paulista. Abbondano i ristoranti di cucina araba in tutta la città, che preparano piatti entrati definitivamente nella cultura gastronomica brasiliana. La Rua 25 de Março fu creata dagli arabi, che erano in maggior parte commercianti.

#### Asiatici

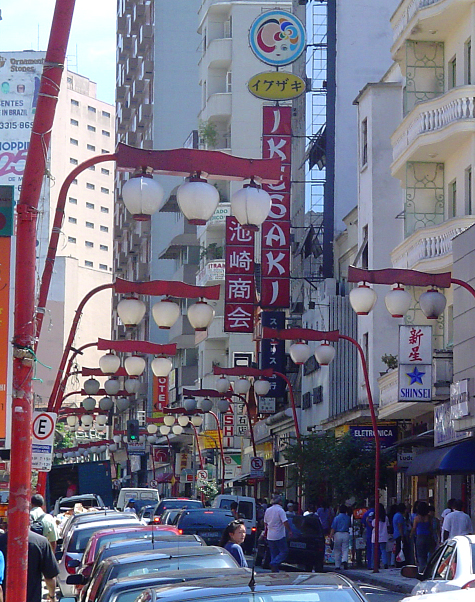
Liberdade, San Paolo: quartiere abitato da immigrati giapponesi.

La città di San Paolo conta il maggior numero di abitanti che si dichiarano di origine asiatica (non araba) del Brasile. Il 4% dei suoi abitanti, circa 456 000 persone, sono di origine orientale. La comunità giapponese della città è la maggiore fuori dal Giappone.
Gli immigrati giapponesi cominciarono a giungere a San Paolo dal 1908, e immigrarono in gran numero negli anni cinquanta. La maggiore concentrazione di orientali in città si trova nel Bairro da Liberdade. In questo quartiere si possono vedere cartelli scritti in giapponese, negozi tipici del Giappone e la lingua parlata nelle strade è il giapponese. Anche la componente coreana è di notevole importanza nella demografia della città: sono più di 60 000 le persone di origine sud coreana, particolarmente concentrate nel quartiere Aclimação. I cinesi sono abbastanza numerosi nel quartiere di Liberdade.

#### Africani
La città già contava una popolazione di origine africana nel XIX secolo, ma fu a partire dalla seconda metà del XX secolo che la popolazione nera iniziò a crescere rapidamente, con l'arrivo di persone da altri stati brasiliani, principalmente dalla zona costiera di Bahia.

#### Nordestini
Con la diminuzione dell'immigrazione europea e asiatica dopo gli anni trenta, la principale componente migratoria fu dalla regione del Nord-Est. La maggior parte di questo enorme flusso migratorio venne dagli Stati di Pernambuco, Paraíba, Alagoas, Ceará, Bahia e dalla zona settentrionale dello Stato di Minas Gerais. A causa della crescita esponenziale della popolazione e alla mancanza di opportunità per le enormi masse che arrivarono, cominciò, in contemporanea, un flusso migratorio inverso, in quanto molti migrati cominciarono a tornare alla loro terra d'origine.

### Lingue e dialetti
Come in tutto il Brasile, in San Paolo la popolazione parla il portoghese. Tuttavia, la grande comunità italiana ha influenzato l'accento e il dialetto della gente del luogo. All'inizio del XX secolo, molti dialetti italiani erano parlati nella città.

### Religione

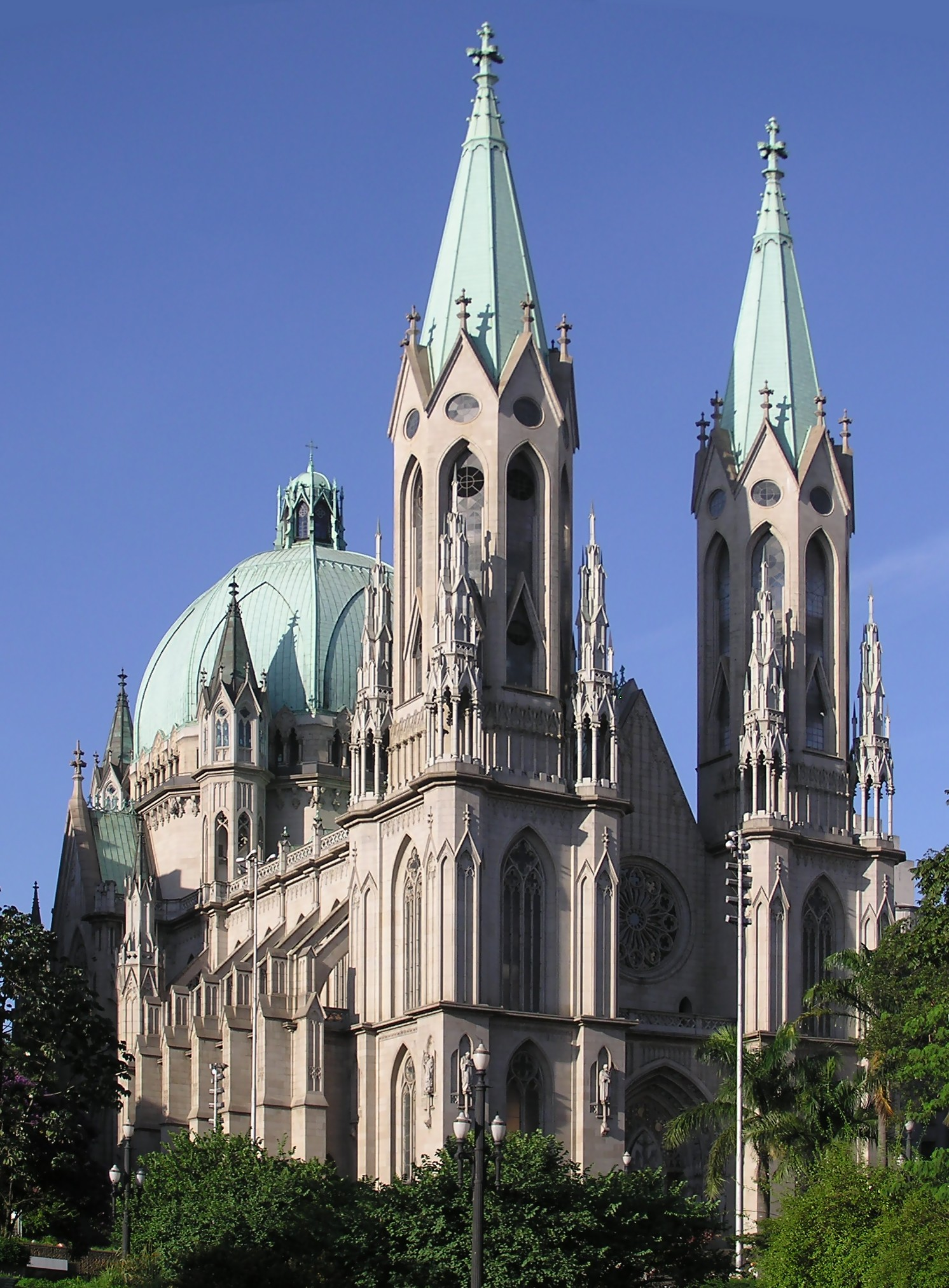
La cattedrale metropolitana di San Paolo (a Catedral da Sé), situata nella Praça da Sé, è considerata una delle cinque maggiori chiese gotiche del mondo.

A San Paolo, così come c'è una grande varietà culturale, ci sono diversi culti religiosi nella città. Inizialmente, la cultura religiosa era unicamente cattolica, oggi, invece, a causa di nuove ondate migratorie, è possibile incontrare decine di denominazioni protestanti differenti, così come esistono templi buddisti, tra gli altri. Negli ultimi decenni il buddismo è stata la religione orientale a più alta crescita nella città. Si stima che ci siano più di centomila seguaci buddisti, seichonoisti, induisti e shinto. È anche di considerevole importanza la comunità ebraica, che conta circa 60 000 seguaci, la comunità degli spiritisti e le religioni afro-brasiliane. Considerevole è il numero dei Testimoni di Geova che contano 100 000 appartenenti.

#### Cattolicesimo
La Chiesa cattolica divide il territorio del municipio di San Paolo in quattro circoscrizioni ecclesiastiche: l'arcidiocesi di San Paolo, la diocesi di Santo Amaro, la diocesi di São Miguel Paulista e la diocesi di Campo Limpo, le ultime tre sono suffraganee della prima. L'archivio dell'arcidiocesi, chiamato l'Arquivo Metropolitano Dom Duarte Leopoldo e Silva, è situato nel quartiere Ipiranga, e contiene uno dei patrimoni documentali più importanti del Brasile.
Il patrono della città, è, ovviamente, San Paolo apostolo e l'edificio di culto principale della città è la cattedrale metropolitana di San Paolo.

#### Protestantesimo
In città convivono i più disparati credi evangelici, tra cui la Chiesa Assemblee di Dio brasiliana (la più grande chiesa evangelica del paese), Chiesa Congregazione cristiana nel Brasile, Chiesa Battista, la Chiesa Universale del Regno di Dio, la Chiesa Luterana e la Chiesa Presbiteriana. Queste denominazioni stanno prendendo piede, specialmente nella periferia della città.

## Cultura
San Paolo possiede un'ampia rete di teatri, locali per spettacoli, palcoscenici, istituti di formazione, musei e gallerie d'arte, e non è raro che queste istituzioni siano a livelli eccezionali: per esempio in città ha sede la maggiore università pubblica del Paese (l'Universidade de São Paulo), la maggiore università privata (l'Universidade Paulista), e il maggior locale per spettacoli del Paese (il DirecTV Music Hall).

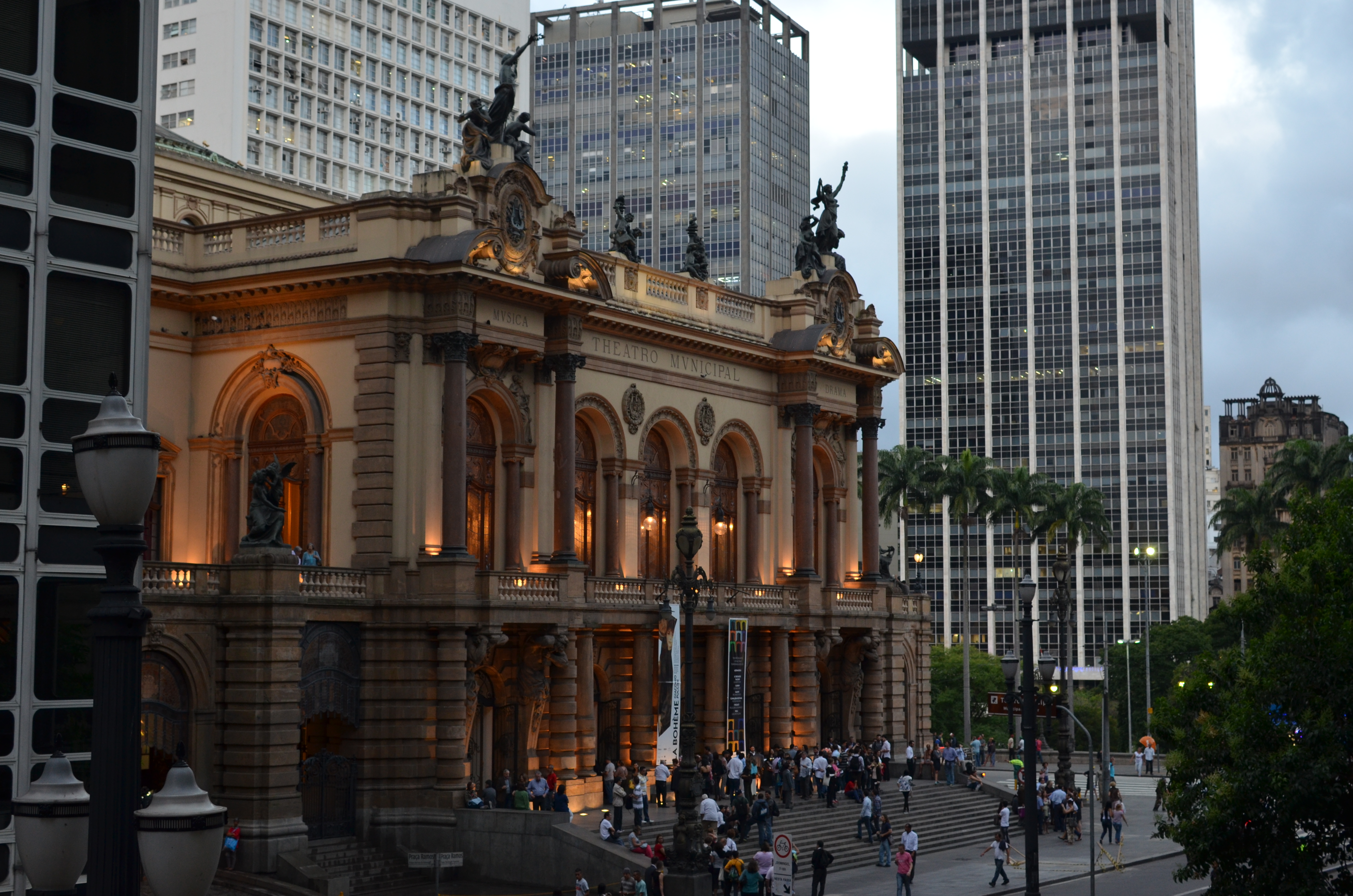
Il “Teatro Municipal de São Paulo”, è un teatro dell'opera di San Paolo

La cultura della città fu ampiamente influenzata dai diversi gruppi di immigrati che vi si stabilirono, principalmente italiani.
San Paolo è considerata il polo culturale del Brasile, dato che è stato un consolidato luogo di origine di tutta una serie di movimenti artistici e estetici nel corso del XX secolo. Nonostante la rivalità con Rio de Janeiro su quale sia la sede delle principali istituzioni culturali del Paese, è a San Paolo che la cultura brasiliana cosiddetta "colta" continua a formarsi.
Questo complesso culturale si trova generalmente nelle regioni centrali della città, o in quello che è chiamato "Centro expandido", il che ha attirato critiche perché trascura gli abitanti delle zone più periferiche della città. Questa San Paolo di fiorente cultura, pertanto, è spesso considerata la San Paolo ideale, visto che non corrisponde alla realtà della maggior parte della popolazione.

### Istruzione
La città di San Paolo conta una rete di più di 1 350 scuole elementari e medie, la maggior rete pubblica municipale del Paese, con più di 1 083 000 alunni immatricolati (dati marzo 2006).
Esistono anche scuole e superiori private che sono tra le migliori del Paese, come il Colégio São Bento, Colégio Paulicéia, l'Objetivo e l'Anglo, solo alcune tra molte buone scuole. Nella città è presente il maggior concorso vestibular del Brasile, il Fuvest; il vestibular è un esame da sostenere per entrare nelle università pauliste.

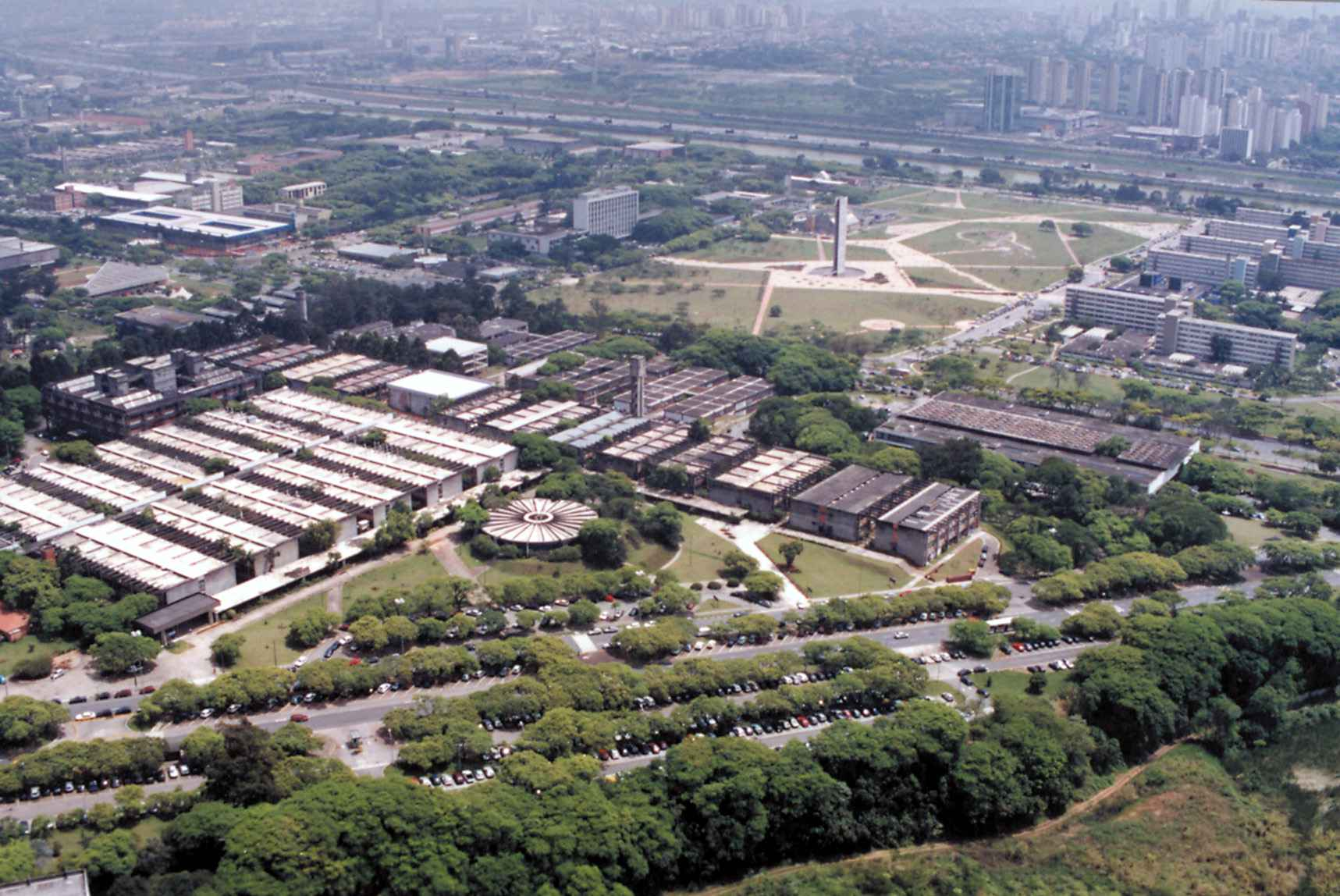
Università di San Paolo

La città ospita numerose sedi universitarie, tra le quali:
- Centro Universitário Ítalo Brasileiro (UniÍtalo)
- Escola Superior de Propaganda e Marketing (ESPM)
- Facoltà di Belle Arti di San Paolo (Faculdade de Belas Artes de São Paulo)
- Facoltà di Comunicazione Sociale Cásper Líbero (Faculdade de Comunicação Social Cásper Líbero)
- Fundação Armando Álvares Penteado (FAAP)
- Fundação Getúlio Vargas (FGV)
- Pontificia Università Cattolica di San Paolo (Pontifícia Universidade Católica de São Paulo, PUC-SP)
- Scuola Italiana Eugenio Montale (nel quartiere Morumbi).
- Università di San Paolo (Universidade de São Paulo, USP)
- Università Federale di San Paolo (Universidade Federal de São Paulo, Unifesp)
- Universidade São Judas Tadeu (USJT)
- Universidade Presbiteriana Mackenzie
- Universidade Paulista (UNIP)

### Musei

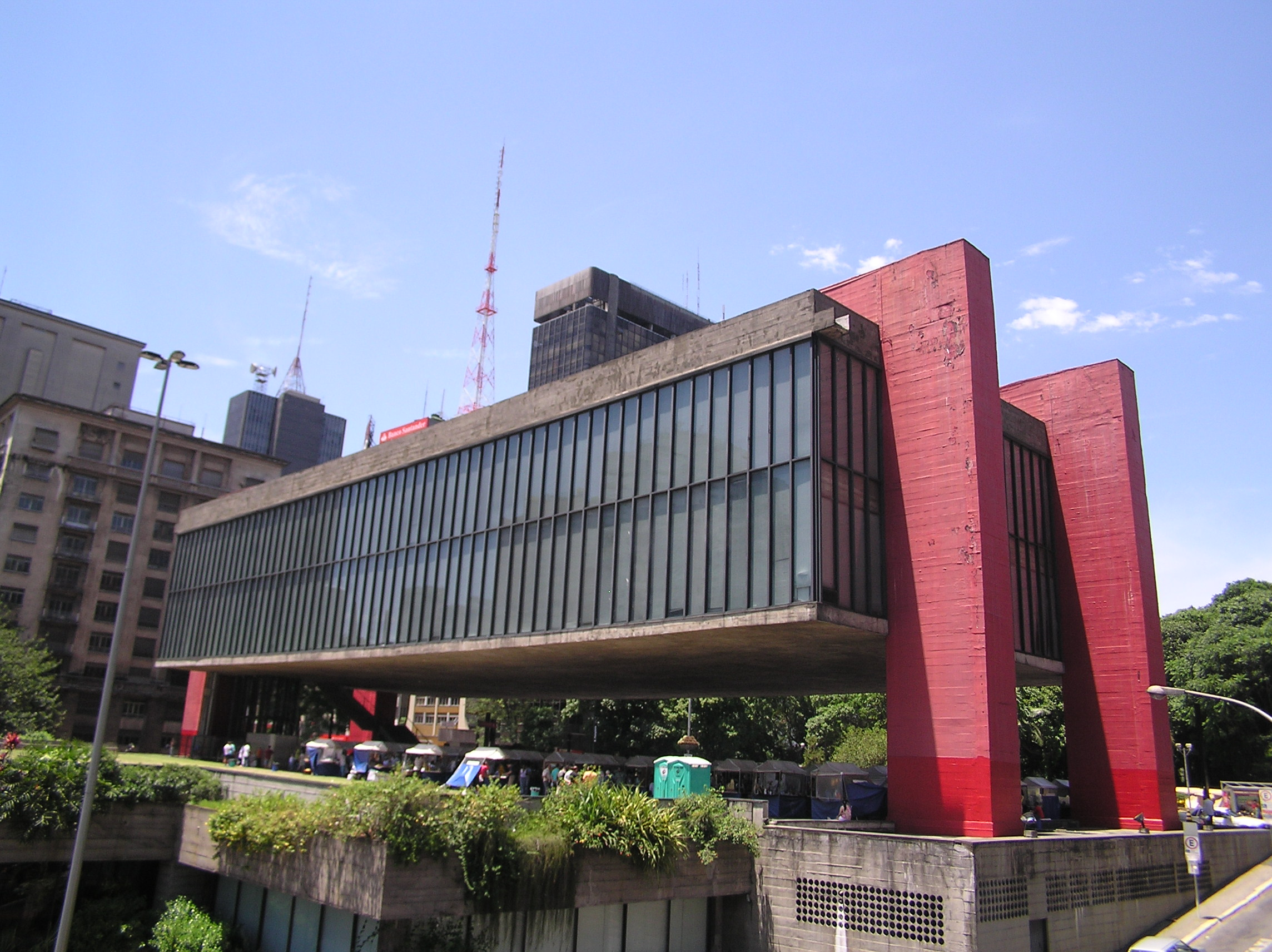
Museo d'Arte di San Paolo (MASP)

I principali musei della città sono:
- Museo d'arte di San Paolo (in portoghese: Museu de Arte de São Paulo)
- Museu Brasileiro de Escultura
- Museu da Língua Portuguesa
- Museu Paulista
- Pinacoteca do Estado de São Paulo
- Museu Afro Brasil
- Museu do Ipiranga
- Museu de Arte Moderna de São Paulo
- Casa das Rosas
- Paço das Artes
- Fundação Memorial da América Latina

### Musica
La città è il principale scenario musicale del Paese, con diverse eccellenze in questo campo.

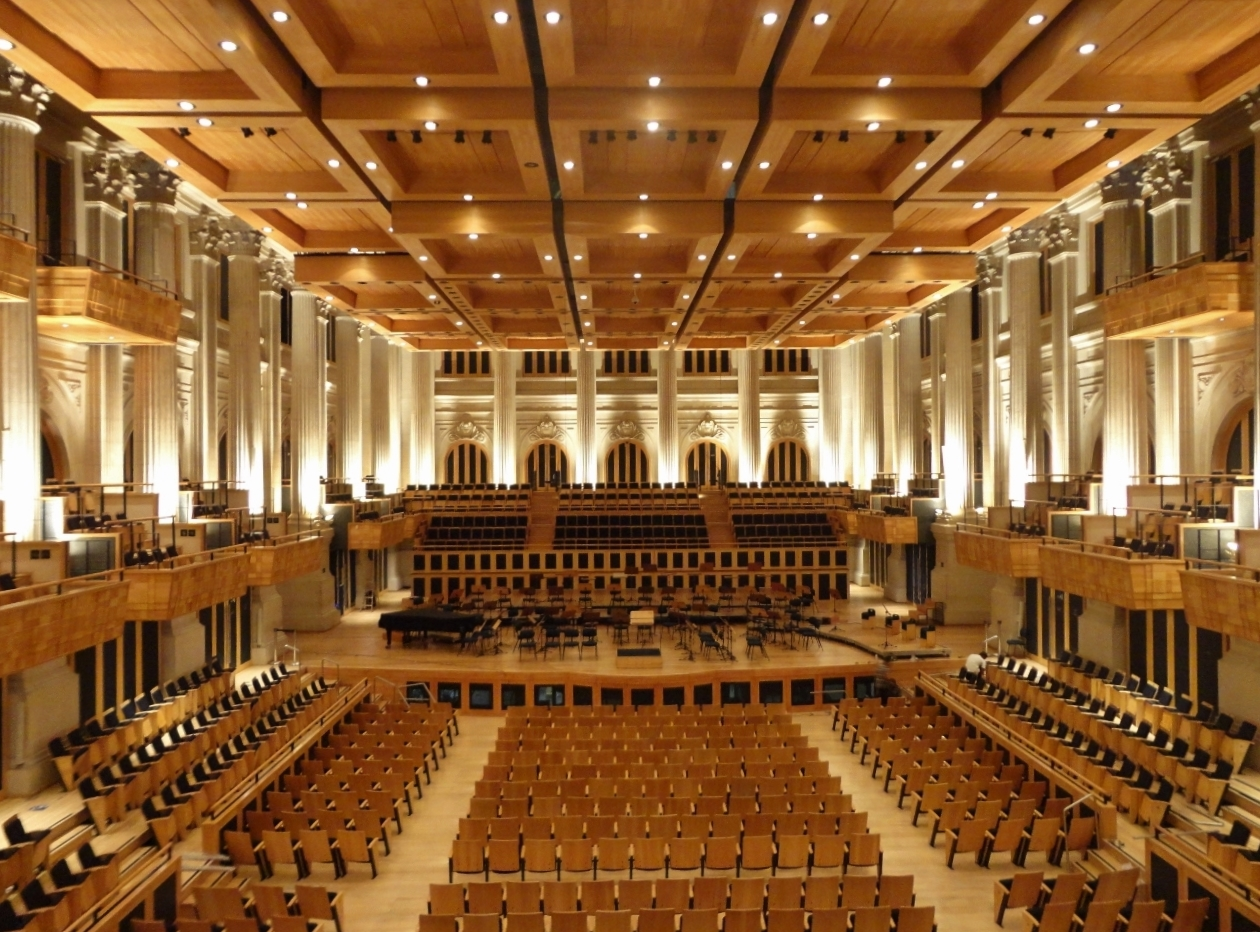
"Sala São Paulo" dell'Orchestra Sinfonica dello Stato di San Paolo (OSESP).

La città vanta il più vecchio gruppo musicale brasiliano, i Demônios da Garoa, un gruppo di samba degli anni quaranta ancora oggi in attività.
Negli anni settanta e ottanta, diverse bande rock nacquero in città, così come è importante l'influenza della città nel movimento Hip-hop (break, grafite e rap), in quanto i principali esponenti di questo movimento, ad esempio i Facção Central, vivono a San Paolo. Come non si può dimenticare l'influenza nella mondo della musica elettronica, con diversi rave e feste, come la Skol Beats, Nokia Trends e la Spirit of London, alcune tra le principali feste del settore.
San Paolo è anche la città nativa dei componenti della band Progressive-Power Metal Angra, molto apprezzata dagli estimatori del genere.
A causa della sua conformazione urbana, la città si rinnova spesso musicalmente, assorbendo ritmi differenti, da ogni parte del Paese.
San Paolo è anche un importante centro di musica classica. L'orchestra brasiliana più famosa nel mondo è l'Orchestra Sinfonica dello Stato di San Paolo (OSESP).

### Televisione
San Paolo è stata la prima città ad avere una stazione televisiva in America Latina. Nel 1950 è stato inaugurato il "TV Tupi".

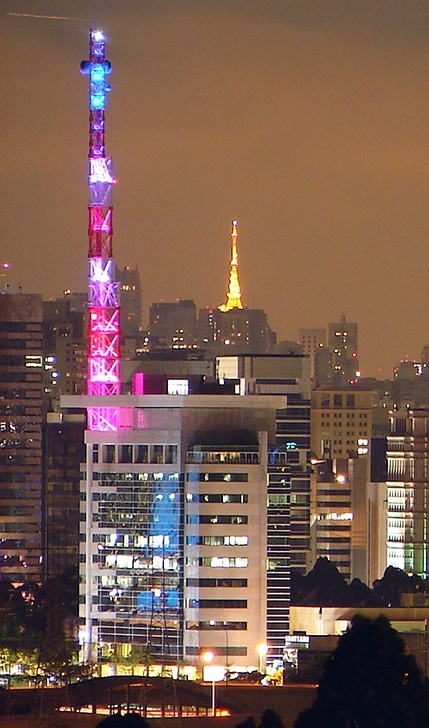
Sedi regionali della TV Globo a São Paulo

San Paolo è sede di alcune delle principali reti televisive del paese, come la SBT, la Rede Bandeirantes, la Rede TV, la Rede Gazeta e la Rede Record, ma soprattutto Rede Globo molto conosciuta anche a livello internazionale.

### Teatri
I principali teatri sono:
- Teatro municipale: È un teatro dell'opera, la cui costruzione fu terminata nel 1911; opera dell'italiano Claudio Rossi è in stile eclettico ispirato all'Opera di Parigi.
- Teatro São Pedro
- Teatro Cultura Artística
- Teatro Frei Caneca
- Teatro Santander
- Teatro Bibi Ferreira
- Teatro Bradesco
- Teatro Oficina
- Teatro Popular do Sesi
- Teatro Italia
- Teatro Sérgio Cardoso
- Teatro Renault
- Teatro Cetip
- Teatro Joseph Safra
- Teatro Folha
- Teatro Maria Della Costa
- Teatro Tuca

### Cinema
Nella città di San Paolo si svolgono alcuni Festival cinematografici:
- Mostra Internacional de Cinema
- Festival de Cinema Italiano

## Economia

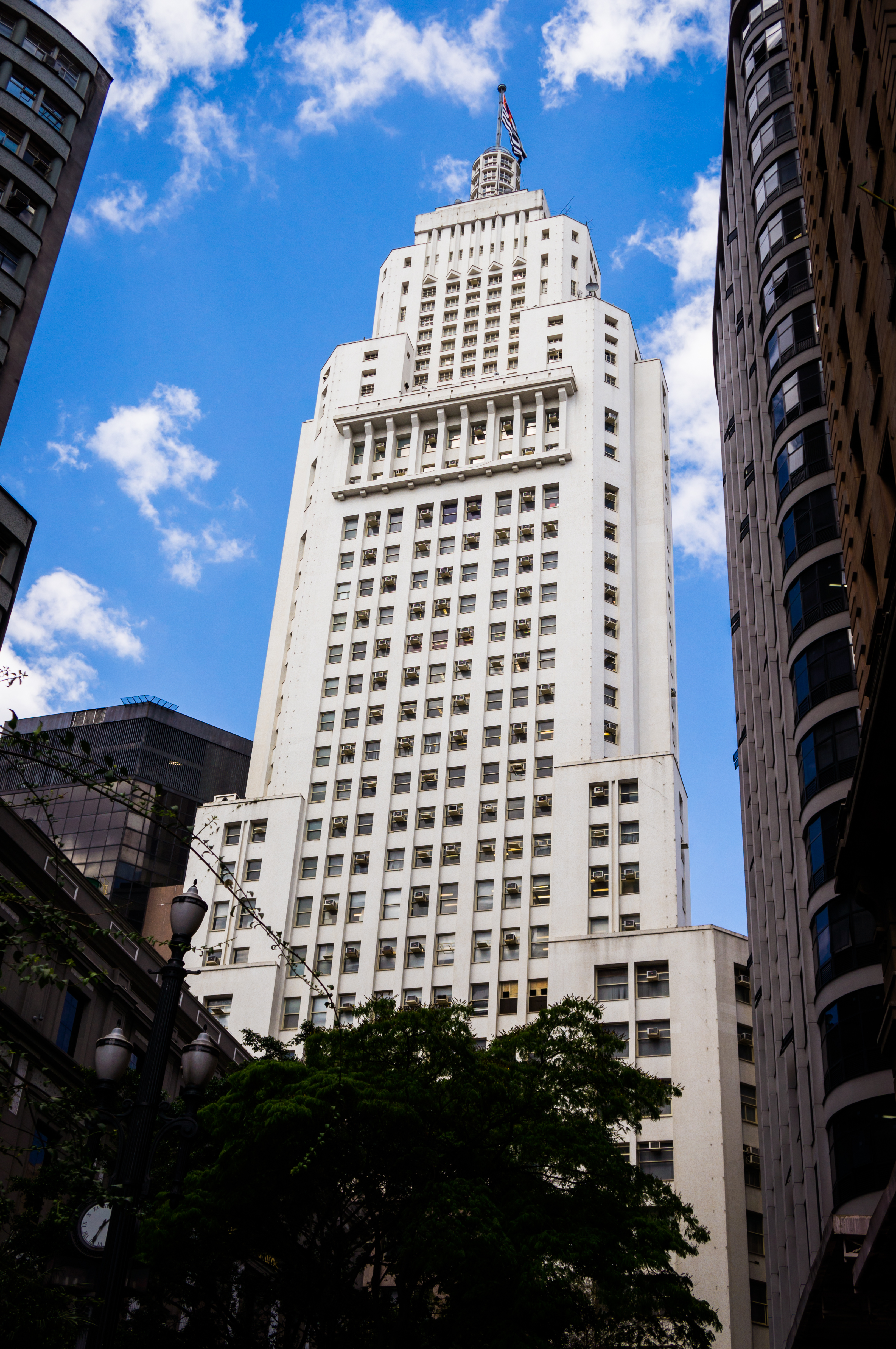
Farol ("faro") Santander, già grattacielo Banespa

San Paolo è il centro finanziario e industriale dell'America Latina. Si stima che in città abbiano sede più aziende tedesche che in ogni altra singola città al di fuori della Germania. Allo stesso modo, non c'è città, fuori dagli Stati Uniti, sede di un numero maggiore di aziende. Il PIL di San Paolo è pari a circa 76 miliardi di dollari (dollaro del 2006), mentre il PIL dell'area metropolitana è di 260 miliardi.
La borsa di San Paolo è la Bovespa, mentre la borsa futures è la BM&F. I suoi distretti finanziari sono nei dintorni dell'Avenida Paulista e nel Centro Velho. Altri importanti distretti finanziari sono nei quartieri di Pinheiros e di Santo Amaro.

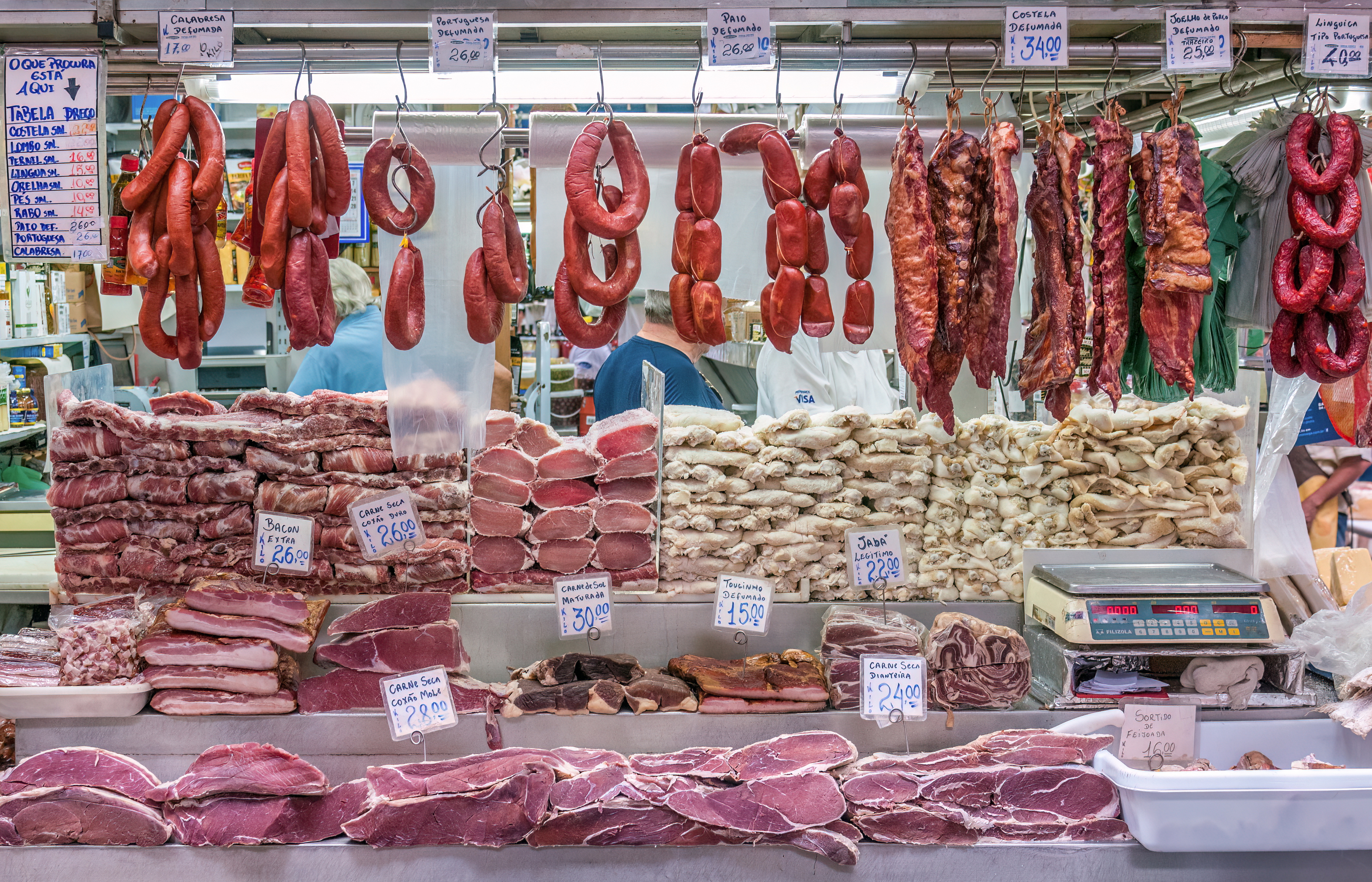
Mercado Municipal

Ci sono numerosi distretti industriali, come Bom Retiro e Brás (distretti tessili), Consolação (strumenti di illuminazione), Rua Santa Ifigênia (componenti elettriche e elettroniche), Rua Teodoro Sampaio (strumenti musicali e arredamento), l'elegante Rua Oscar Freire (botique di designer e di marca), Avenida Europa (automobili d'importazione) e l'affollata Rua Vinte e cinco de Março. A San Paolo hanno anche sede numerose aziende televisive e di pubblicità.
Negli ultimi anni, San Paolo ha acquisito importanza come centro di fiere e congressi di ogni tipo, da quelli scientifici a quelli artistici, da quelli commerciali a quelli imprenditoriali, attirando persone dal Brasile e dall'estero. Tra i più importanti eventi che hanno luogo nella città:
- Fiera Internazionale della Scarpa e Articoli Sportivi - COUROMODA
- Fiera Internazionale dell'Industria Tessile - FENIT
- Fiera Internazionale dell'Edilizia
- Fiera Internazionale della Scarpa, degli Accessori e dei Macchinari della Moda - FRANCAL
- Fiera Internazionale della Bellezza e dei Cosmetici- COSMETICA
- Fiera Internazionale dei Prodotti, Servizi e Attrezzature per gli Alberghi - EQUIPOTEL
- Salone dell'Automobile - Salão do Automóvel
- Biennale Internazionale del Libro - Bienal Internacional do Livro
- Biennale Internazionale di Arte Contemporanea
- Settimana della moda di San Paolo

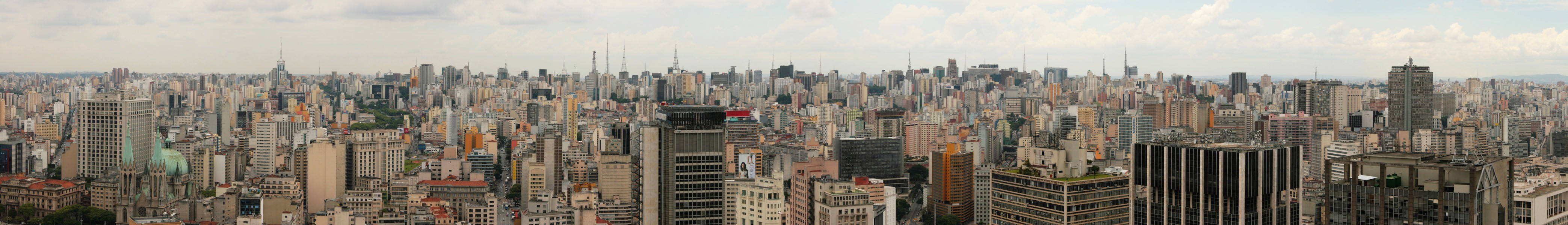
Vista panoramica dell'area centrale della città

A partire dal primo decennio del XXI secolo si è riscontrato un graduale mutamento nel profilo economico della città: da polo fortemente industrializzato, a polo orientato all'attività tecnologica ed ai servizi. Industrie ad alto impiego di manodopera sono state sostituite da numerose industrie ad alta tecnologia, e da servizi di ogni tipo. L'economia è migliorata, molte nuove università sono state create, e c'è stato un boom in molti settori, specialmente nei centri commerciali, nei servizi di divertimento, nell'edilizia e nel turismo congressuale.

## Infrastrutture e trasporti
San Paolo è un importante nodo autostradale del Paese; l'area metropolitana è parzialmente compreso nel Rodoanel Mário Covas sul quale convergono una serie di autostrade federali e statali come la Rodovia Presidente Dutra, Rodovia Régis Bittencourt, Rodovia Fernão Dias, Rodovia Ayrton Senna, Rodovia Anhangüera, Rodovia dos Bandeirantes, Rodovia Anchieta, Rodovia dos Imigrantes, Rodovia Raposo Tavares e Rodovia Castelo Branco che si diramano in differenti direzioni. La principale autostrada federale che attraversa la grande conurbazione paulista è la BR-116.

### Ferrovie

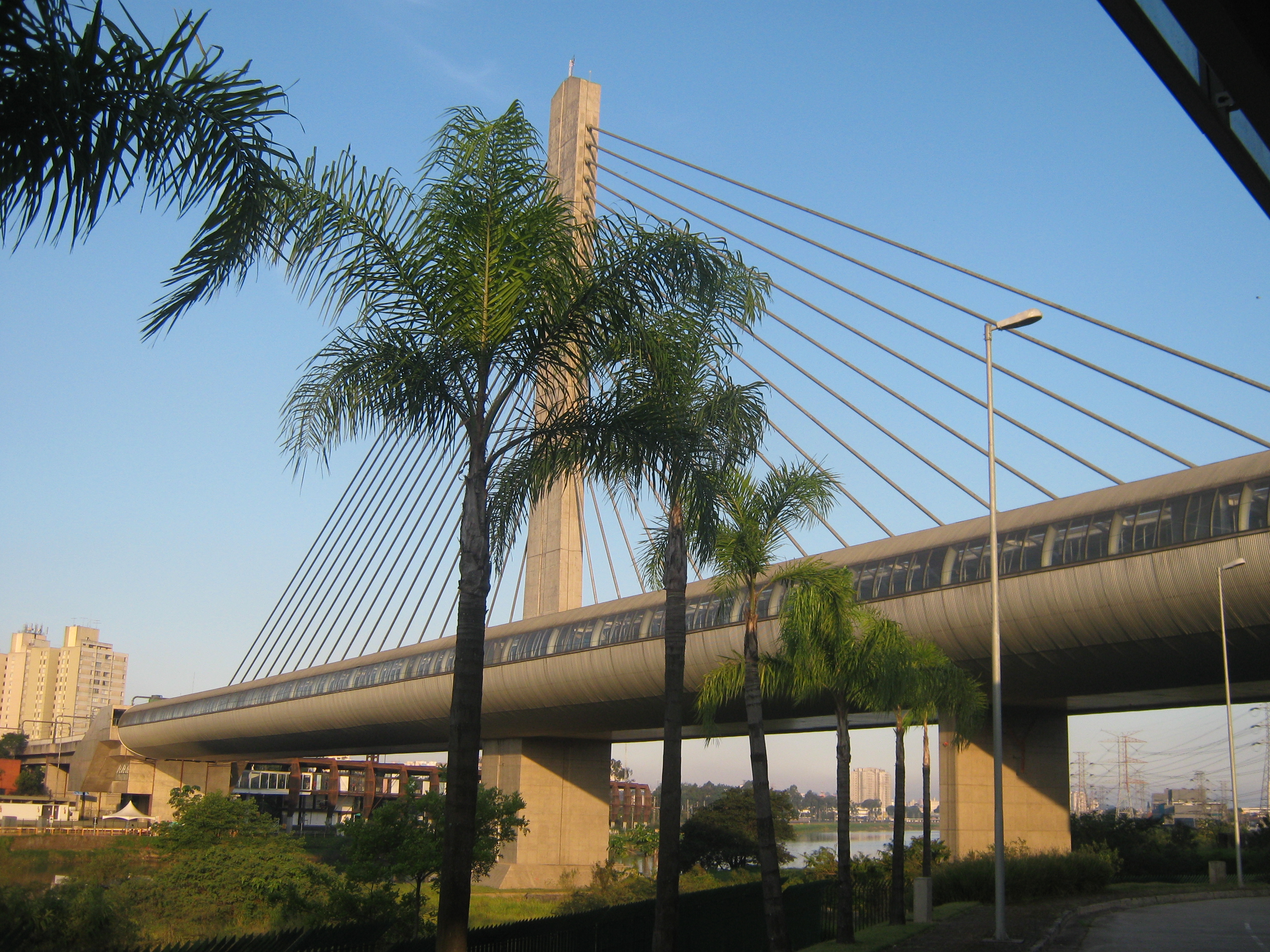
Stazione Santo Amaro della metropolitana di San Paolo del Brasile.

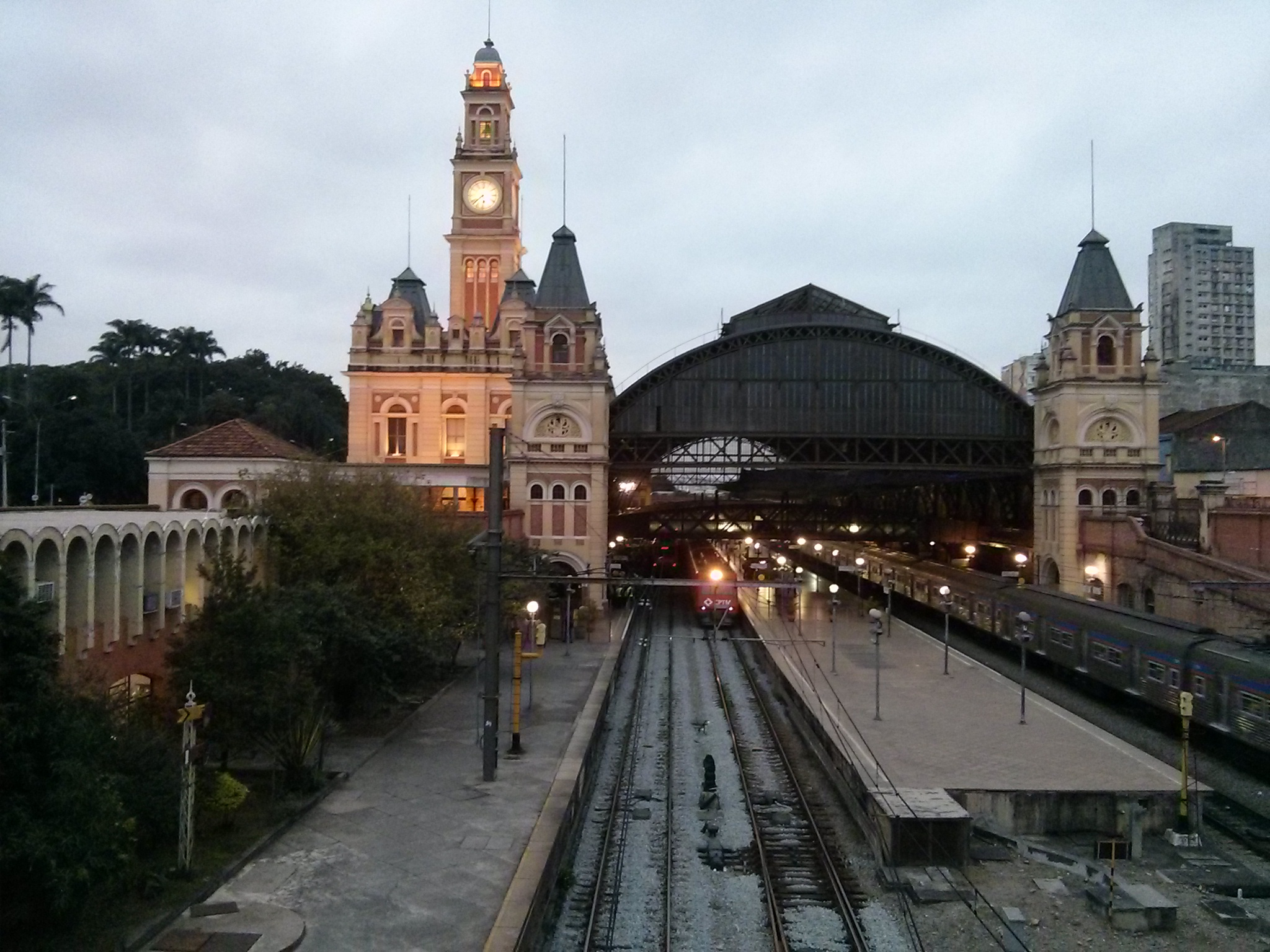
La stazione di Luz, una delle principali della metropoli brasiliana.

La città e la sua area metropolitana sono attraversate da alcune linee ferroviarie suburbane; sono però piuttosto vecchie, e furono costruite non per il trasporto di persone, ma per trasportare il caffè al porto di Santos.
Altri collegamenti ad alta velocità sono allo studio tra San Paolo e Campinas e con l'aeroporto di Guarulhos. Un altro importante progetto è l'"Expresso Bandeirantes", che è un treno a velocità intermedia (160 km/h) da San Paolo a Campinas, che dovrebbe ridurre il tragitto dall'attuale ora e mezza a circa 50 minuti, collegando San Paolo, Jundiaí, l'aeroporto di Campinas, e il centro di Campinas. Questa linea dovrebbe anche collegarsi con la linea che collegherà l'aeroporto di Guarulhos con il centro di San Paolo. I lavori su quest'ultima linea dovrebbero iniziare nel 2007, data indicata come inizio del rinnovamento del trasporto passeggeri su rotaia.
La città dispone di un sistema di metropolitane lungo 74,3 km di cui 34,6 km totalmente sottosuolo. La metropolitana di San Paolo è formata da 5 linee (l'ultima inaugurata in 2011) e 64 stazioni, di cui 33 sottoterra; inoltre è presente un passante ferroviario gestito dalla Companhia Paulista de Trens Metropolitanos (CPTM) lungo 270 km. La metropolitana e il passante trasportano circa 4 milioni di persone ogni giorno feriale. Tutti i principali progetti dei sistemi ferroviari e metropolitani di San Paolo per i prossimi 10 anni sono reperibili, in portoghese, nelle pagine della Metrô e della CPTM. I progetti dovrebbero ampliare il sistema dai 330 km attuali a 500 km nei prossimi 10 anni.

### Aeroporti

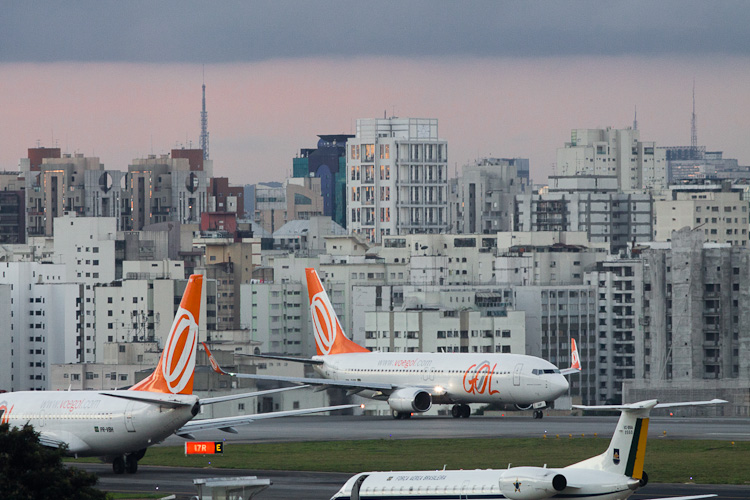
L'aeroporto di San Paolo-Congonhas, situato a sud della città.

San Paolo è servita da tre aeroporti; nel 2005, circa 33 milioni di persone sono transitate dagli aeroporti della città, principalmente per Congonhas e Guarulhos, gli unici due aeroporti per voli commerciali. San Paolo ha il più affollato spazio aereo dell'America Latina e dell'Emisfero Australe. Infraero, la principale autorità aeroportuale brasiliana, prevede che, con la ristrutturazione dell'Aeroporto di Guarulhos, gli aeroporti di San Paolo gestiranno circa 45 milioni di passeggeri. Ci sono anche piani di espandere l'Aeroporto di Campinas-Viracopos. L'Aeroporto di Congonhas gestisce i voli nazionali e regionali, principalmente per Rio de Janeiro, Belo Horizonte e Brasilia. L'Aeroporto Campo de Marte gestisce voli privati e di piccoli aerei. L'Aeroporto Internazionale di Guarulhos, conosciuto dai paulistanos anche come "Cumbica", dista circa 25 km a nord est dal centro di San Paolo, nella città limitrofa di Guarulhos e gestisce voli nazionali e internazionali. È il più grande aeroporto del Sud America.
San Paolo ha il più alto tasso di elicotteri pro capite tra i Paesi in via di sviluppo e rivaleggia attualmente con Tokyo e New York come capitale mondiale. I proprietari sono una minuta classe multimilionaria che usufruisce di circa un centinaio di eliporti per evitare l'intenso traffico e gli aspetti più pericolosi della vita cittadina.

### Autobus
Il grosso del trasporto pubblico (compagnie private e pubbliche) è composto da circa 17 000 pullman, colorati a seconda della periferia che servono. Fino a poco tempo fa c'era una forte presenza di trasporti pubblici informali, ora pienamente legali e operanti con i colori ufficiali.
San Paolo crebbe velocemente dagli anni quaranta agli anni ottanta e molte strade e edifici furono costruiti senza una pianificazione adeguata. Perciò, il traffico intenso è la regola nei principali corsi cittadini, e ingorghi sono abbastanza comuni nelle tangenziali. I principali mezzi di trasporto sono l'automobile e l'autobus: si stima che siano presenti in città circa 5 milioni di automobili. Un modo efficace per impedire ai mezzi pesanti di entrare in città fu pensato dall'ex governatore Mário Covas e prevedeva un anello di strade che circondava la città, chiamato Rodoanel Mario Covas Archiviato il 29 novembre 2006 in Internet Archive.; questo anello è attualmente in costruzione dalla DERSA.

## Amministrazione

### Gemellaggi
| - Abidjan, dal 1981 - Alta Floresta, dal 1995 - Amman, dal 1997 - Asunción, dal 1998 - Bamako, dal 2000 - Barcellona, dal 1985 - Budapest, dal 2000 - Buenos Aires, dal 1999 - Chicago, dal 2005 - Cluj-Napoca, dal 2000 - Coimbra, dal 1996 - Cordova, dal 2001 - Damasco, dal 1999 - Erevan, dal 1999 - Funchal, dal 1998 - Góis, dal 2000 - L'Avana, dal 1997 - La Paz, dal 1999 - La Plata, dal 1988 - Lima | - Leiria, dal 1996 - Lisbona, dal 1995 - Luanda, dal 1993 - Macao, dal 1999 - Milano, dal 1961 - Mendoza, dal 1998 - Miami, dal 1988 - Montevideo, dal 2001 - Nara, dal 1998 - Osaka, dal 1985 - Pechino, dal 1999 - Presidente Franco, dal 1994 - San Cristóbal de La Laguna, dal 1990 - Santiago, dal 1998 - Santiago di Compostela, dal 2000 - San José - Seul, dal 1997 - Shanghai, dal 1988 - Tel Aviv, dal 2004 - Toronto, dal 1999 - Sondrio, dal 2019 |

## Sport

### Calcio
Il calcio è di gran lunga lo sport più seguito in città. I club principali sono il Corinthians, il Palmeiras e il São Paulo. Queste tre squadre, il cosiddetto "Trio de Ferro", militano attualmente in serie A. Un'altra squadra seguita in città è il Santos, anche se questa squadra è di Santos, città afferente alla mesoregione metropolitana San Paolo. La Portuguesa de Desportos è sostenuta da una parte della comunità portoghese. Il Juventus ed il Nacional fanno un piccolo derby.
Questa è una lista delle maggiori squadre cittadine:
Squadre di calcio
| Squadra     | Serie                               | Stadio                 | Fondata nel |
| ----------- | ----------------------------------- | ---------------------- | ----------- |
| Corinthians | Série A                             | Arena Corinthians      | 1910        |
| Palmeiras   | Série A                             | Allianz Parque         | 1914        |
| San Paolo   | Série A                             | Morumbi                | 1930        |
| Portuguesa  | Série D                             | Canindé                | 1920        |
| Juventus-SP | Campeonato Paulista Série A2        | Rua Javari             | 1924        |
| Nacional-SP | Campeonato Paulista Série A3        | Nicolau Alayon         | 1919        |
| Barcelona   | Campeonato Paulista Segunda Divisão | Estádio Nicolau Alayon | 2004        |

### Corrida di San Silvestro
La Corrida di San Silvestro ha luogo ogni vigilia di Capodanno (31 dicembre). Si tenne per la prima volta nel 1925, e la lunghezza era di circa 8 000 metri per le vie della città. Da allora, la distanza è cambiata più volte, ed è oggi fissata a 15 km. Le registrazioni iniziano il 1º ottobre, e il massimo di partecipanti è di 15 000.

### Automobilismo
Nel sobborgo di Interlagos sorge l'Autodromo José Carlos Pace, sede di competizioni motoristiche, tra cui il Gran Premio del Brasile di Formula 1. A San Paolo sono nati diversi famosi piloti, tra cui i pluricampioni del mondo di F1 Emerson Fittipaldi e Ayrton Senna, oltre a Carlos Pace, a cui il circuito è dedicato, il vicecampione 2008 Felipe Massa, e il tre volte vincitore della 500 Miglia di Indianapolis Hélio Castroneves. La città ha inoltre ospitato dal 2010 per alcune stagioni una prova della IndyCar Series, su un circuito cittadino realizzato attorno al sambodromo, dove dal 2023 corre la Formula E.

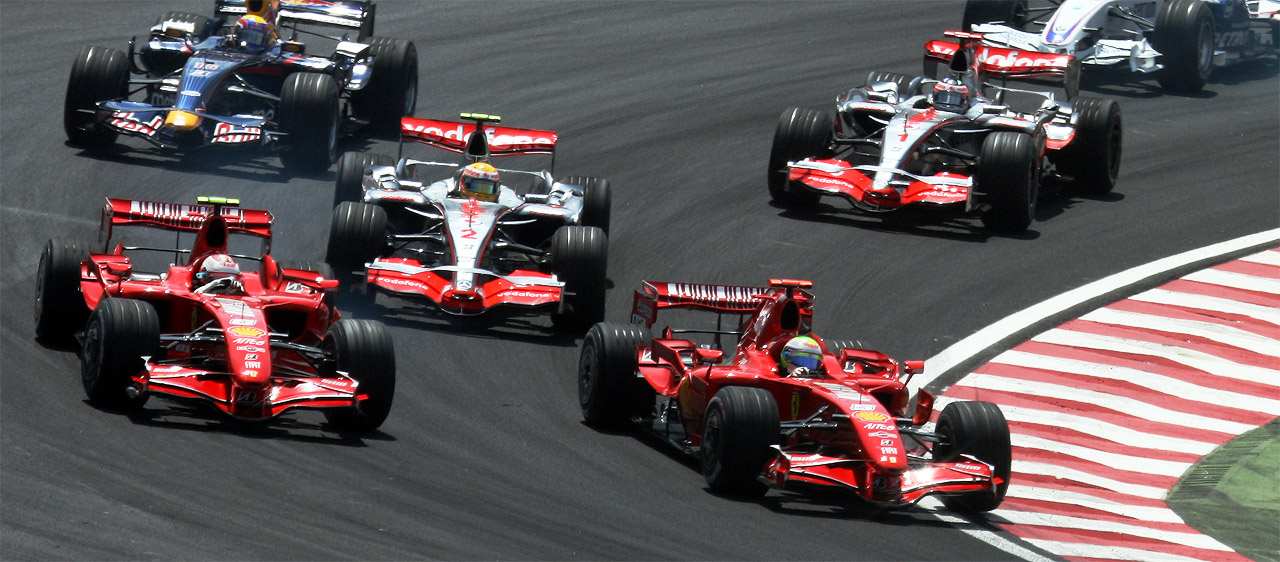
Gran Premio del Brasile Circuito di Interlagos.

### Sede di Giochi
La città fu sede dei Giochi Panamericani del '63, fu una delle sedi della Coppa Intercontinentale di calcio nel 2000 e ospitò alcune partite dei Mondiali di calcio del 1950, tra cui le partite dell'Italia. Fu anche sede del Campionato Mondiale di pallacanestro femminile della FIBA nel 2006 e sarà una delle tappe del Concorso Mondiale di Salto della FEI nel 2007.
Sempre nel 2007 si sono svolti i giochi mondiali per non vedenti IBSA.

### Altri sport
La pallavolo, la pallacanestro e il tennis sono gli sport più praticati, dopo il calcio. Esistono alcuni antichi circoli sportivi, con squadre in diversi campionati; i più importanti sono il Pinheiros (pallavolo, pallacanestro e pallamano), il Paulistano (pallacanestro), il Banespa (pallavolo), l'Hebraica (pallacanestro) e il São Paulo Athletic Club (rugby).
La città dispone di un ippodromo, l'Hipódromo da Mooca, dove, il 29 ottobre 1876, si tenne la prima corsa. Per la prima corsa, ci furono solo due iscritti, Macaco e Republicano; contro i pronostici vinse Macaco.

## Galleria d'immagini

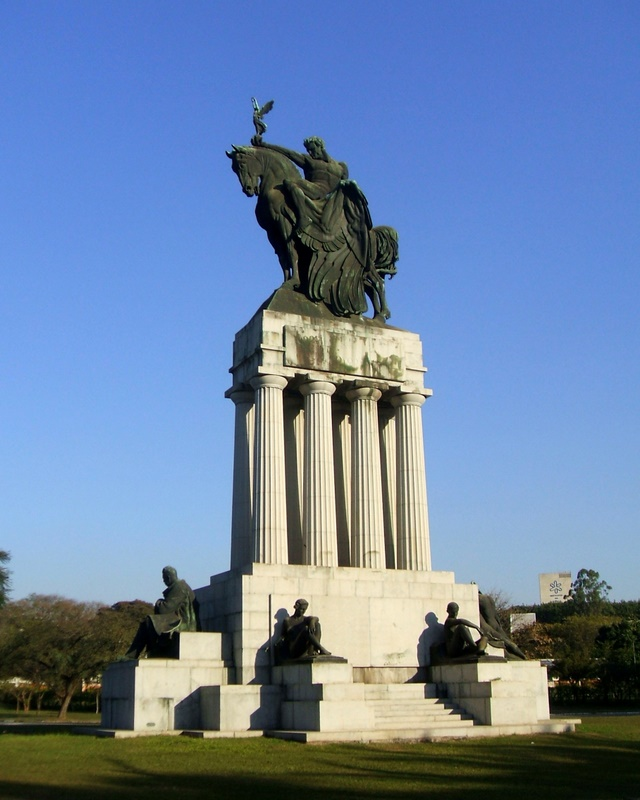
Monumento a Ramos de Azevedo, di Galileo Emendabili.
La facciata del Teatro Municipale di San Paolo, di Claudio Rossi.
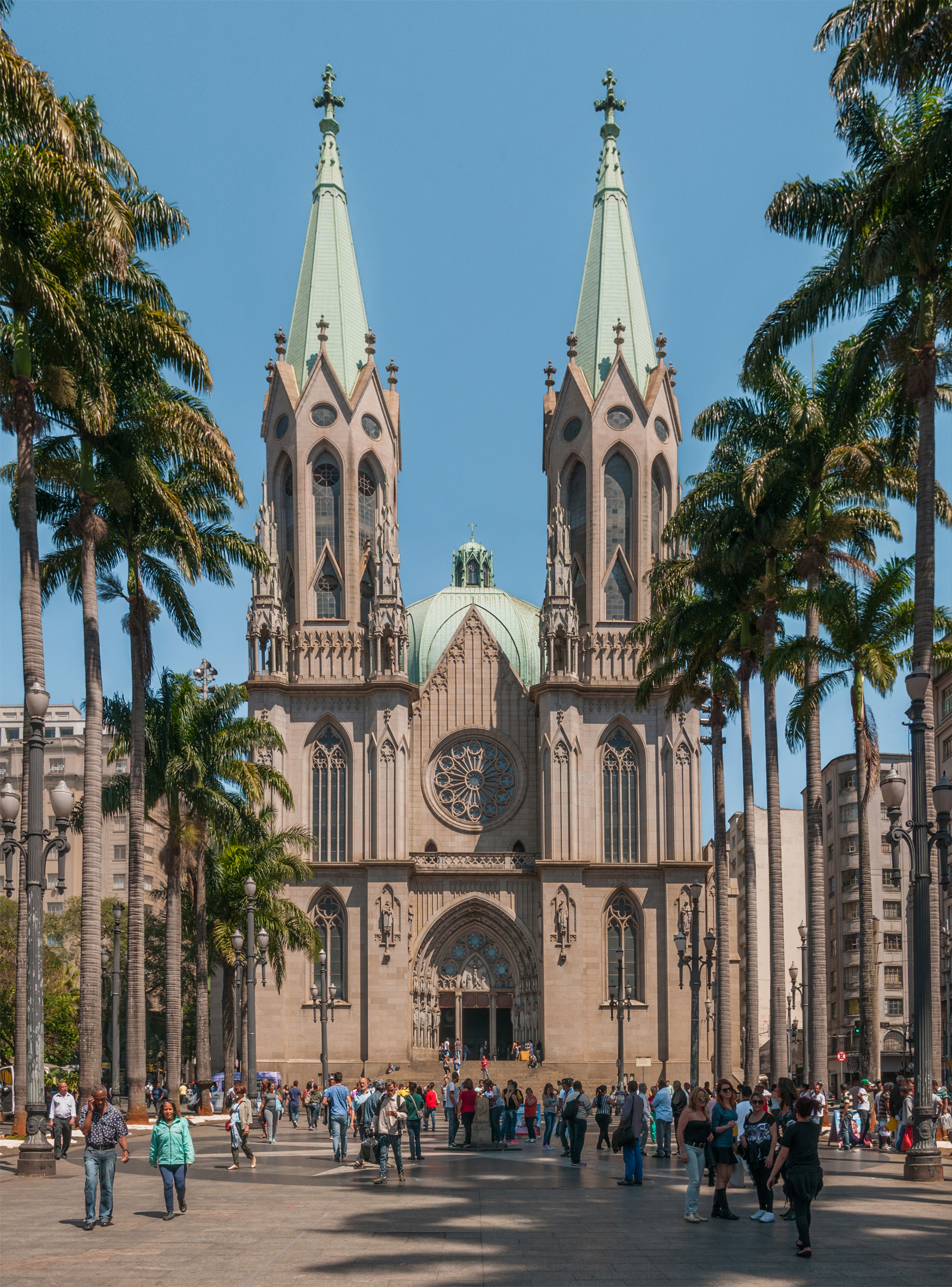
La cattedrale di San Paolo, opera di Maximilian Emil Hehl
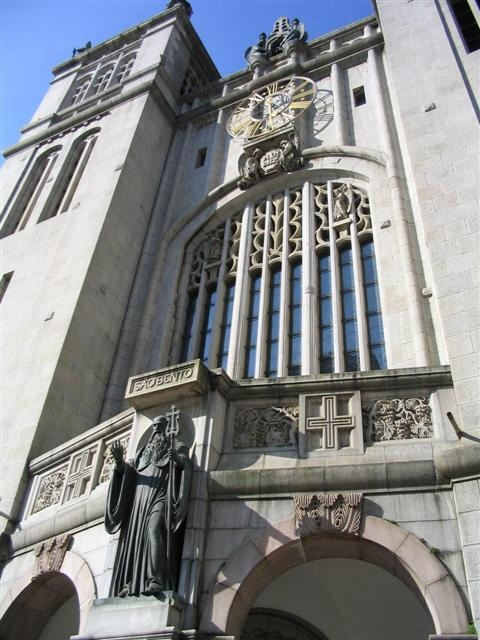
Facciata della basilica del Monastero di San Benedetto, opera di Richard Berndl.
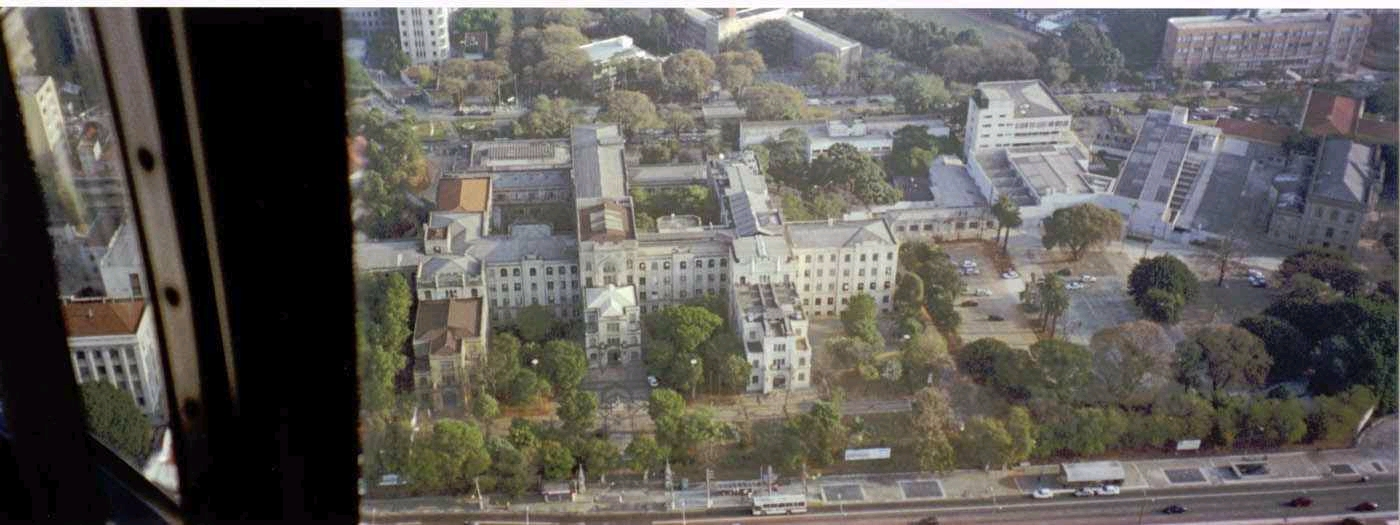
La Facoltà di Medicina dell'Università di San Paolo
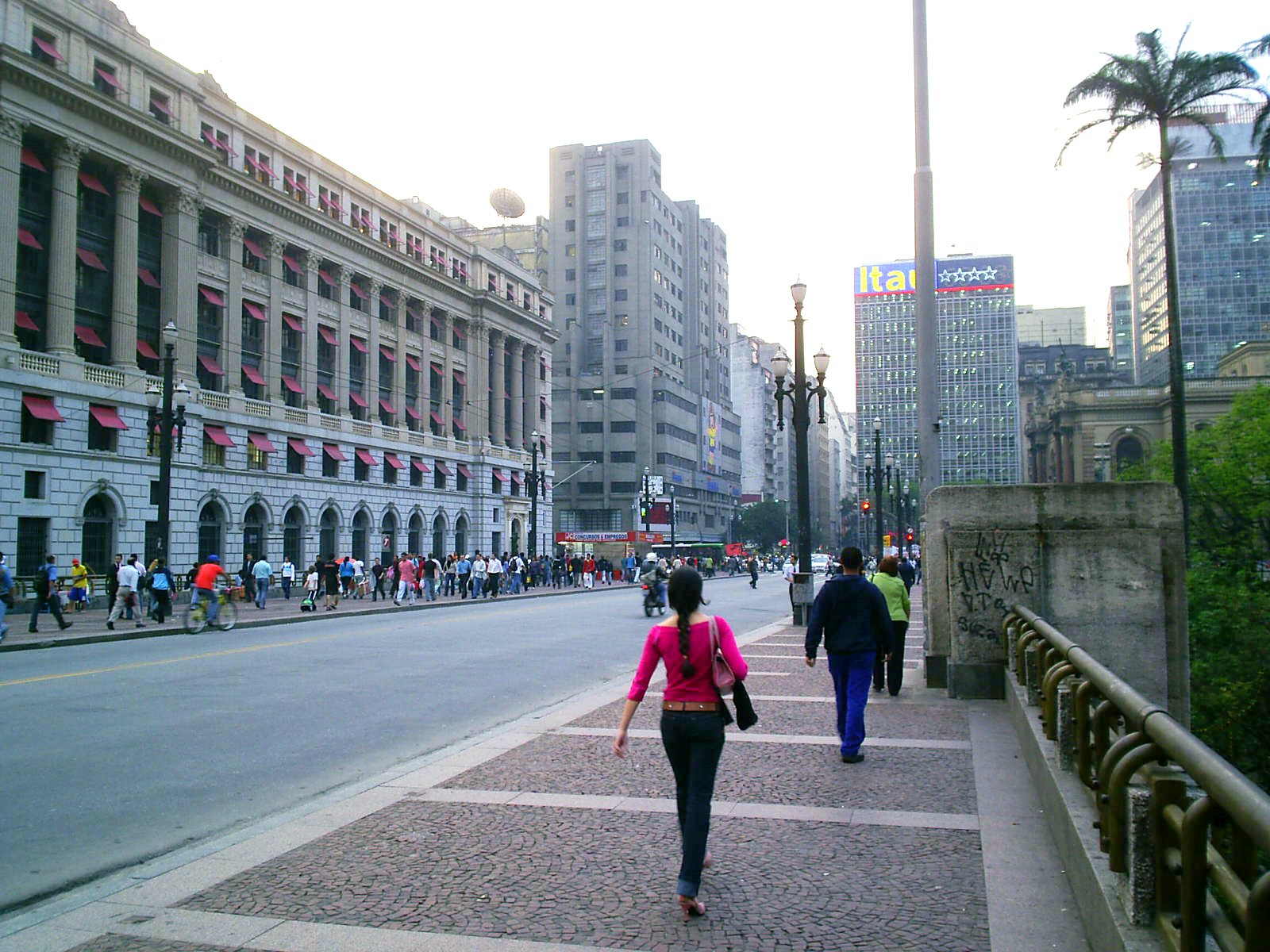
Il Viadotto del Tè, prossimo al quartiere commerciale popolare di San Paolo
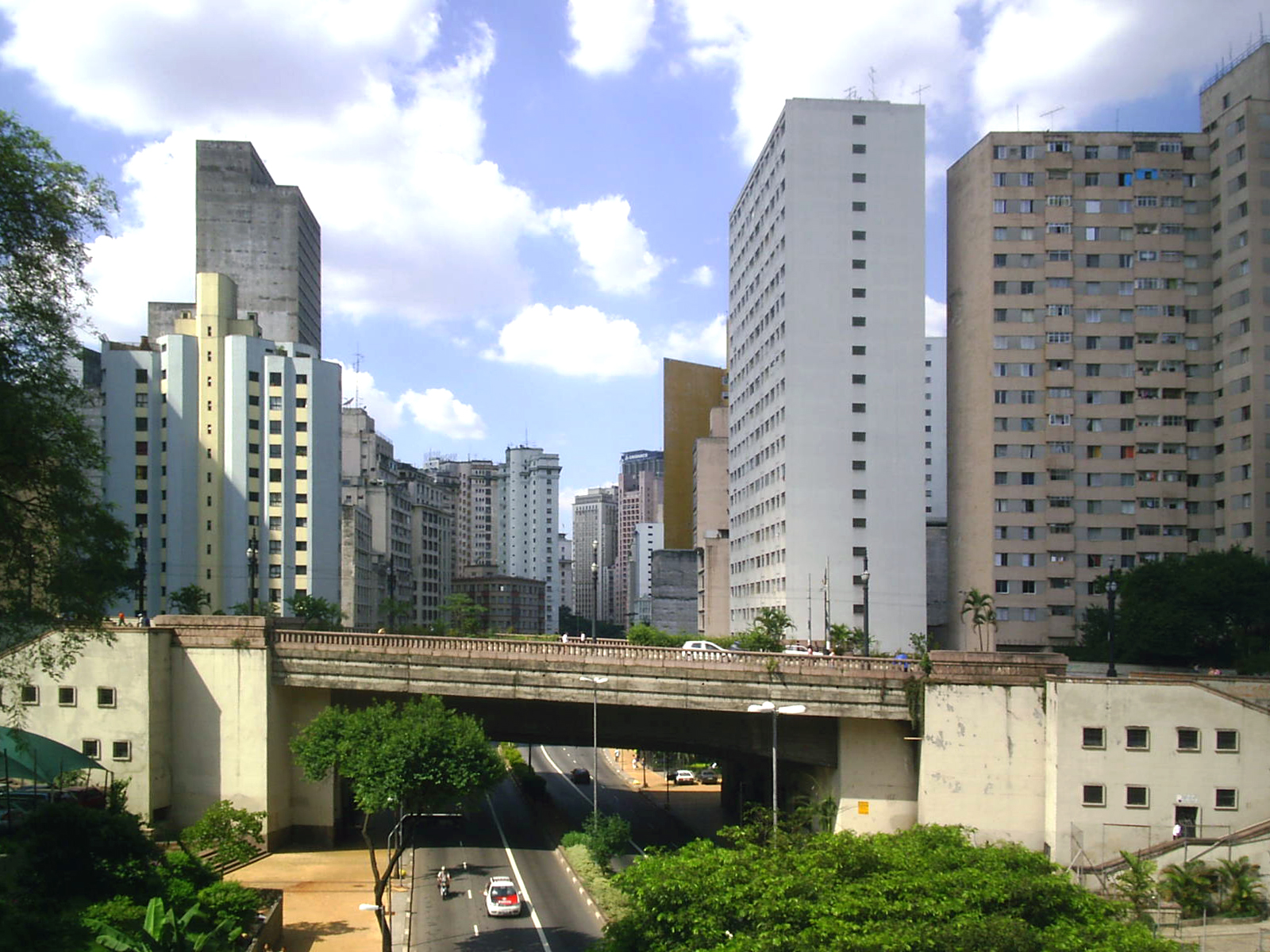
Il Viadotto Nove di Luglio, prossimo al Museo d'Arte di San Paolo (MASP)
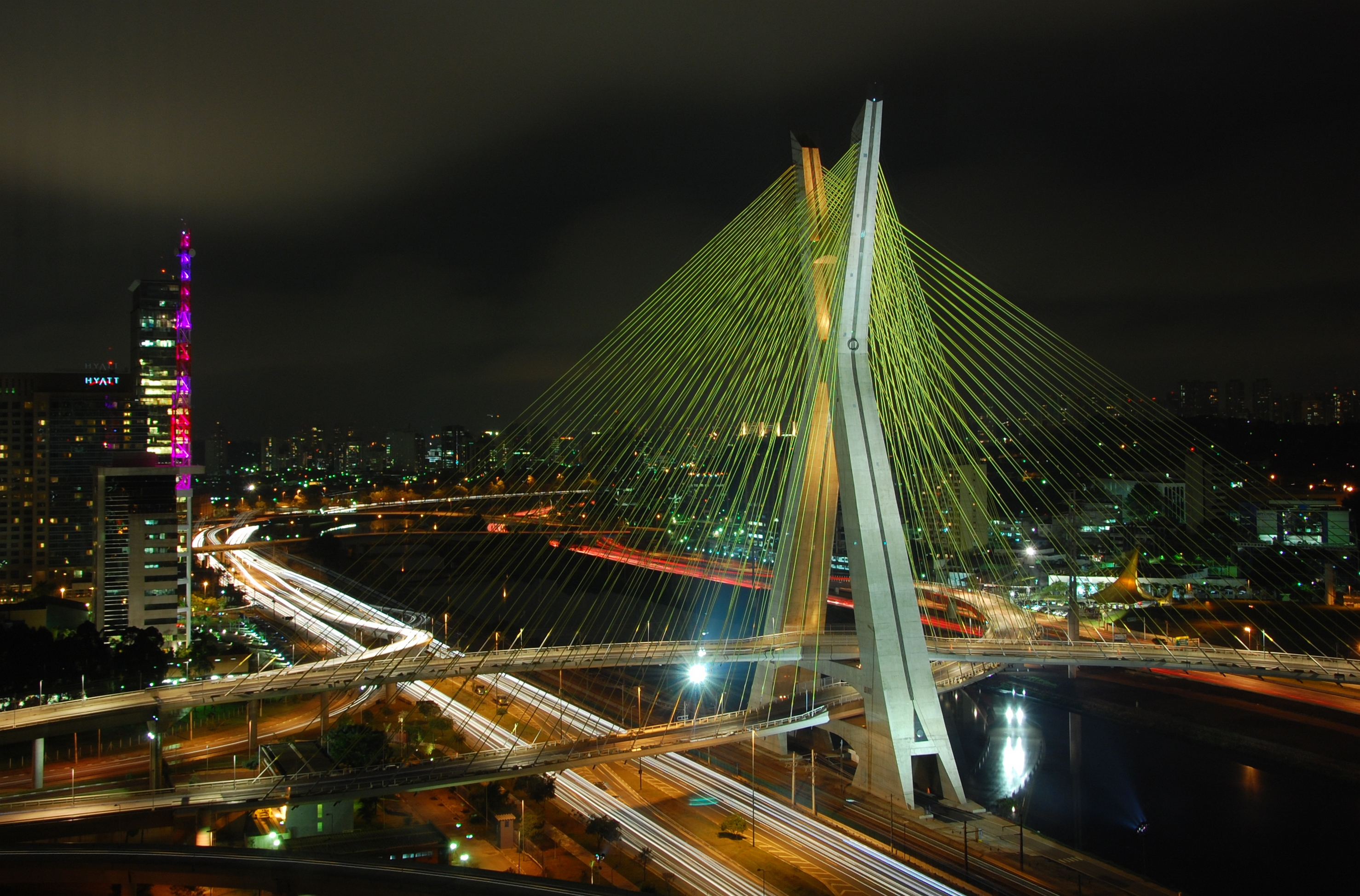
Viale Pinheiros e il Ponte Octávio Frias de Oliveira